# Wolfach

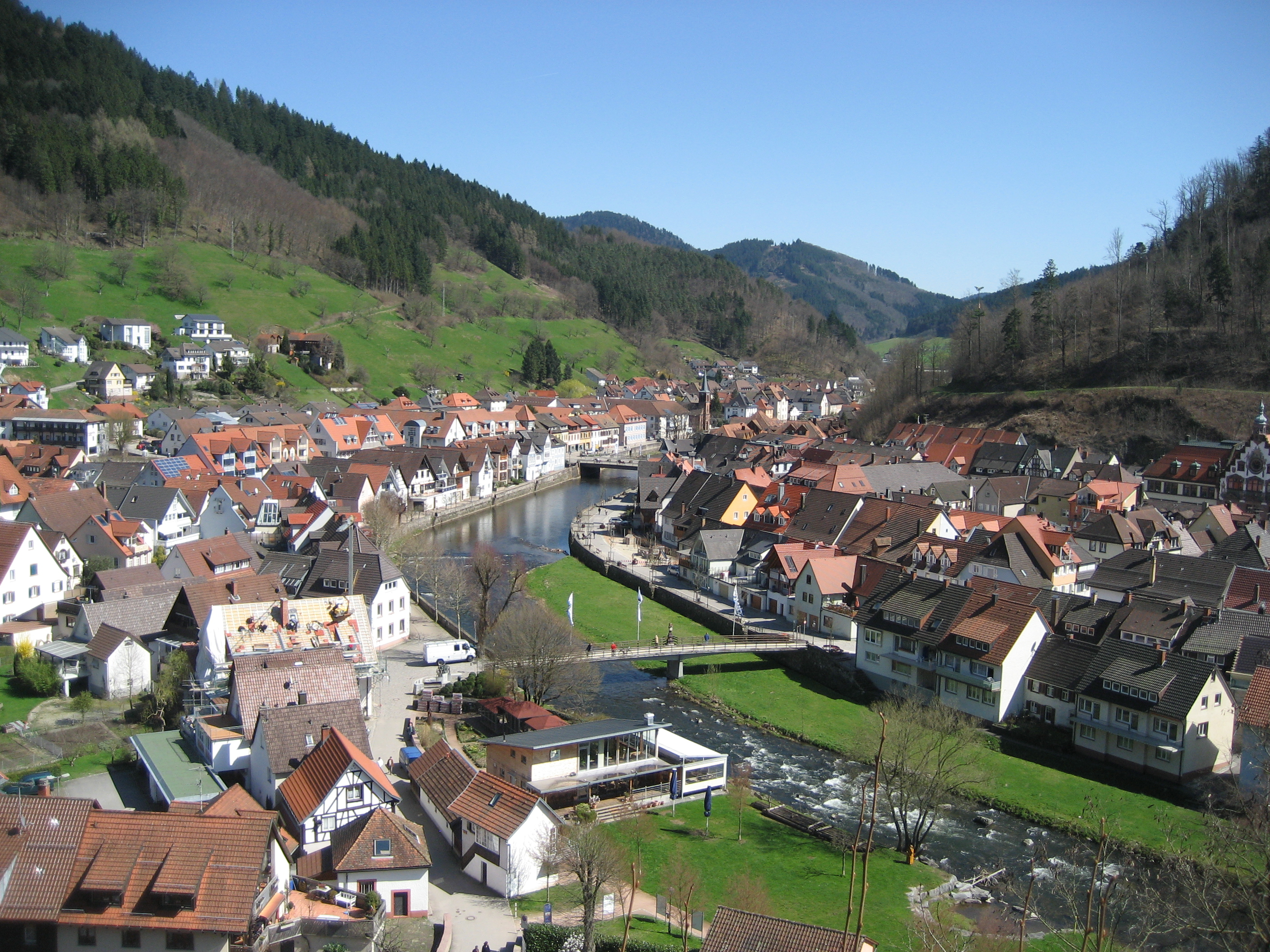
Blick auf Wolfach und die Kinzig

Wolfach (alemannisch Wolfe) ist eine Stadt im Mittleren Schwarzwald und gehört zum Ortenaukreis in Baden-Württemberg (Deutschland). Wolfach war bis zum 31. Dezember 1972 die Kreisstadt des gleichnamigen Landkreises.

## Geographie

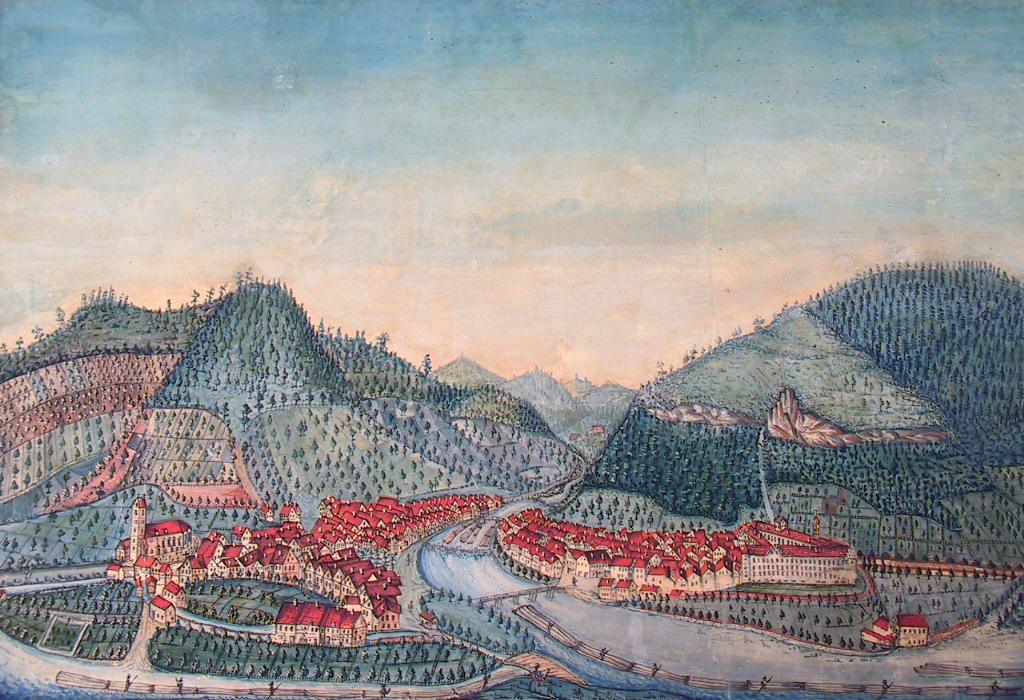
Die Kernstadt Wolfachs im Jahr 1836. Temperabild von Johann Schmidt, Hohentengen.

Wolfach liegt am Zusammenfluss von Wolf und Kinzig im Kinzigtal. Der Wechsel von Tal und Berglagen kennzeichnet das Stadtgebiet, das von 250 bis 880 m Meereshöhe reicht. Selbst Teil des Ortenaukreises, grenzt es an die Landkreise Freudenstadt und Rottweil.

### Nachbargemeinden
Folgende Städte und Gemeinden grenzen an das Stadtgebiet von Wolfach. Beginnend im Norden werden sie im Uhrzeigersinn genannt:
Oberwolfach, Bad Rippoldsau-Schapbach, Schenkenzell, Schiltach, Lauterbach, Hornberg, Gutach, Hausach.
Die Stadt Schiltach und die Gemeinden Schenkenzell und Lauterbach (Schwarzwald) liegen im Landkreis Rottweil, Bad Rippoldsau-Schapbach im Landkreis Freudenstadt, die Gemeinden Gutach (Schwarzwaldbahn) und Oberwolfach sowie die Städte Hausach und Hornberg ebenfalls im Ortenaukreis.

### Geologie
Bis zum Ende des Paläozoikums faltete sich in Mitteleuropa das sogenannte variskische Grundgebirge auf und wurde später im Gebiet des heutigen Baden-Württemberg von zahlreichen Sedimentschichten überlagert. Erst infolge tektonischer Bewegungen sowie Abtragungen im Zusammenhang mit der Entstehung der Oberrheinischen Tiefebene gelangte das heute bei Wolfach sichtbare Gebirge wieder zum Vorschein. Weiter östlich sowie auf zahlreichen Berghöhen Wolfachs sind die Schichten des Deckgebirges – insbesondere des Buntsandsteins – noch in Resten erhalten geblieben, bevor sie am Übergang des Schwarzwaldes zum Gäu stark zu Tage treten (siehe auch: südwestdeutsches Schichtstufenland).
Das Grundgebirge besteht im Wesentlichen aus Metamorphiten, im Bereich Wolfachs vor allem Gneis und Granit. Sie entstanden durch den hohen Druck der ursprünglich aufliegenden Deckgebirgsschichten. Unter verschiedensten Bedingungen entwickelten sich dadurch außerdem die bei Sammlern begehrten Mineralien, die besonders in der Gegend von Wolfach häufig zu finden sind. So lässt sich auch der Silberreichtum der Gegend erklären.

#### Geowissenschaftliches Gemeinschaftsobservatorium
In der stillgelegten Grube Anton in Heubach befindet sich das Geowissenschaftliche Gemeinschaftsobservatorium Wolfach (Black Forest Observatory, BFO) – eine interuniversitäre Einrichtung der Universität Stuttgart und des Karlsruher Instituts für Technologie (KIT), die von dem Karlsruher Geodäten Hermann Mälzer aufgebaut und ab August 1972 geleitet wurde. Der ursprüngliche wissenschaftliche Fokus lag zunächst auf der Gezeitenforschung. Heute stehen seismische Messungen sowie Beobachtungen von Eigenschwingungen der Erde und Änderungen des Erdmagnetfeldes im Vordergrund. Um die Stollen mit den Messeinrichtungen vor störenden Vibrationen zu schützen, haben am 12. Dezember 2012 die zuständigen Landesministerien in einem gemeinsamen Erlass einen Schutzradius von drei Kilometern festgelegt, innerhalb dessen keine Windkraftanlagen genehmigt werden dürfen.

### Vegetation und Landwirtschaft
Für die Landwirtschaft bieten die Berghöhen Wolfachs aufgrund der Böden, die durch die aufliegenden Schichten des Buntsandsteins entstanden sind, ausgesprochen ungünstige Bedingungen. Zudem herrscht häufig Wassermangel. Das ist der Grund, weshalb sich dort keine größeren Siedlungen entwickeln konnten. Sie konzentrieren sich in den Tälern, wobei auch dort nur eine eingeschränkte Bewirtschaftung möglich ist. Das von den Hängen hinab fließende Wasser sammelt sich im Tal und es bildet sich Staunässe, deren Nachteile nur durch umfangreiche Drainagemaßnahmen teilweise ausgeglichen werden können.
Die steilen Hänge der Täler Wolfachs sind für die moderne Landwirtschaft ein großes Problem. Sie sind nur schwer oder überhaupt nicht maschinell zu bewirtschaften. Viele Flächen, die früher mit Hilfe von Brandrodung oder Mehrfelderwirtschaft als vergleichsweise fruchtbare Äcker genutzt wurden, bewaldeten sich daher in den letzten Jahrzehnten. Lediglich die Namen einzelner Orte deuten auf die ursprüngliche Bewirtschaftung hin, so zum Beispiel der des Reutherberges südlich der Kernstadt. Er ist auf das Ruetibrennen zurückzuführen, eine Form der Brandrodung, die früher im Schwarzwald sehr häufig war. Mit der Bewaldung der Kulturlandschaft verschwanden zahlreiche Pflanzen- und Tierarten und das kleinörtliche Klima veränderte sich negativ.
Aufgrund der geschilderten Bedingungen waren die Landwirte um Wolfach schon immer vom Waldbau abhängig. Getreide- oder Gemüseanbau fand meist nur zur Deckung des Eigenbedarfs statt. Das gilt auch heute noch, auch wenn Tourismus und Fördergelder als Einnahmequellen hinzugekommen sind. Geändert hat sich hingegen die Form der Waldbewirtschaftung. Dominierten früher im Schwarzwald Buchen und Tannen, wird heute aus wirtschaftlichen Gründen vor allem die eigentlich ortsfremde Fichte angebaut. Eine Folge des extensiven Fichtenanbaus ist eine starke Bodenversauerung, der man durch Kalkung entgegenzuwirken versucht. In den letzten Jahren werden die äußerst negativen Folgen der Fichten-Monokultur immer stärker wahrgenommen und man versucht, zu traditionellen Wirtschaftsformen zurückzukehren.
Ein Resultat der ungünstigen landwirtschaftlichen Bedingungen sind die überdurchschnittlichen Hofgrößen in Wolfach und seiner Umgebung. Nicht selten bewirtschaften Bauernhöfe mehr als 100 Hektar Land. Gestützt wurde die Entwicklung dieses Großbauerntums durch das Anerbenrecht, das Graf Wilhelm von Fürstenberg mit der Kinzigtäler Landesordnung 1543 einführte. Nun konnten Höfe nicht mehr unter mehreren Erben aufgeteilt werden und wurden so in ihrer Substanz erhalten.
In heutiger Zeit sind es vor allem die problematischen wirtschaftlichen Rahmenbedingungen, die den Fortbestand der einst stolzen Schwarzwaldhöfe gefährden. Die meisten Landwirte haben mittlerweile einen anderen Hauptberuf und bewirtschaften ihre Höfe nur noch nebenbei.

### Siedlungsstruktur
Die Stadt Wolfach entstand im Zuge der Gemeindereform der 70er-Jahre und gliedert sich in die Teilorte Kirnbach, Kinzigtal und die Wolfacher Kernstadt.

#### Wolfach (Kernstadt)

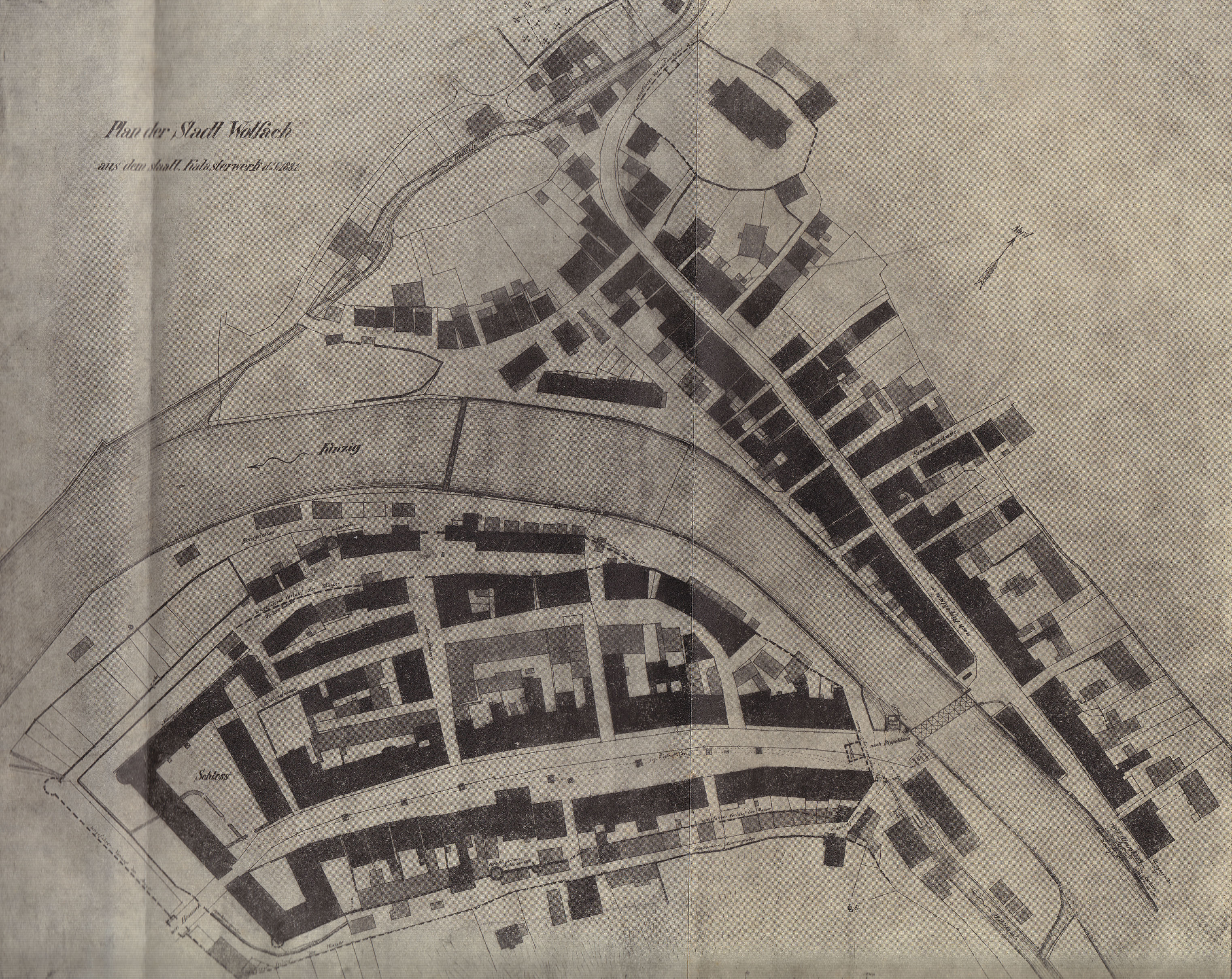
Plan der Kernstadt Wolfachs. Auszug aus dem staatlichen Katasterwerk von 1881.

Die Kernstadt lässt sich in Teile links und rechts der Kinzig unterscheiden. Beide sind durch eine Fußgängerbrücke (Gassensteg) und eine Brücke für den Autoverkehr (Stadtbrücke) verbunden. Rechts der Kinzig befindet sich die sogenannte Vorstadt, an deren Rand die spätgotische Stadtpfarrkirche St. Laurentius steht. Die mittelalterliche Stadtanlage in Querrippenform links der Kinzig dominiert eine breite Marktstraße (heutige Hauptstraße). Sie macht die ursprüngliche Funktion des Stadtteils als Marktort offenbar.
Wohl aufgrund der ungünstigen topographischen Lage blieb eine wesentliche Erweiterung des Stadtgebietes im Zuge der Industrialisierung und der Gründerzeit aus. Schon zu diesem Zeitpunkt lässt sich ein gewisser Bedeutungsverlust Wolfachs feststellen.
Neben den genannten Stadtbereichen entstanden im 20. Jahrhundert zahlreiche neue Wohngebiete. Zu nennen ist hier insbesondere der Straßburger Hof, der sich westlich der Kernstadt an einem Berghang erstreckt und mit dessen Bau ab 1927 begonnen wurde. Eine Folge der Erschließung neuer Wohngebiete war auch die zunehmende städtebauliche Verschmelzung Wolfachs mit dem nördlich liegenden Nachbarort Oberwolfach-Kirche.

#### Kirnbach
Kirnbach ist ein Stadtteil von Wolfach im Kirnbachtal. Im Gegensatz zu den anderen Teilen der Stadt war es ursprünglich württembergisch und hat damit protestantische Tradition. Weltbekannt ist die Bollenhut-Tracht, die dort traditionell getragen wird und zum Symbol für den Schwarzwald wurde.

#### Kinzigtal
Der Stadtteil Kinzigtal liegt zwischen Wolfach und Schiltach mit dem Bergdorf St. Roman als Teilort. Der Name des Ortsteils Halbmeil bezieht sich auf die Wegstrecke zwischen Wolfach und Schiltach.

## Geschichte

### Name
Erstmals 1084 als Wolphaha erwähnt, finden sich besonders für das Hoch- und beginnende Spätmittelalter unterschiedlichste Variationen des Namens Wolfach: Wolphaa (1091), Wolua (1101), Wolfacha (1148), Wolva (1252), Wolfach inferius (1275), Wolva (1291), Wolvahe (1305) oder später auch Wolffach. Etymologisch gesehen bezieht er sich wohl auf den Fluss Wolfach, der im Stadtgebiet in die Kinzig mündet, und meint ein Gewässer, das reißend wie ein Wolf ist. Wolfach ist nicht nur der Name der Stadt, des Flusses und dessen Tals. Auch die mittelalterliche Burg und das Herrschaftsgebiet des gleichnamigen Adelsgeschlechtes werden so bezeichnet. Ursprünglich dürfte mit dem Namen also keine Stadt, sondern ein Gebiet verbunden worden sein.

### Antike und Frühmittelalter

#### Römische Militärstraße

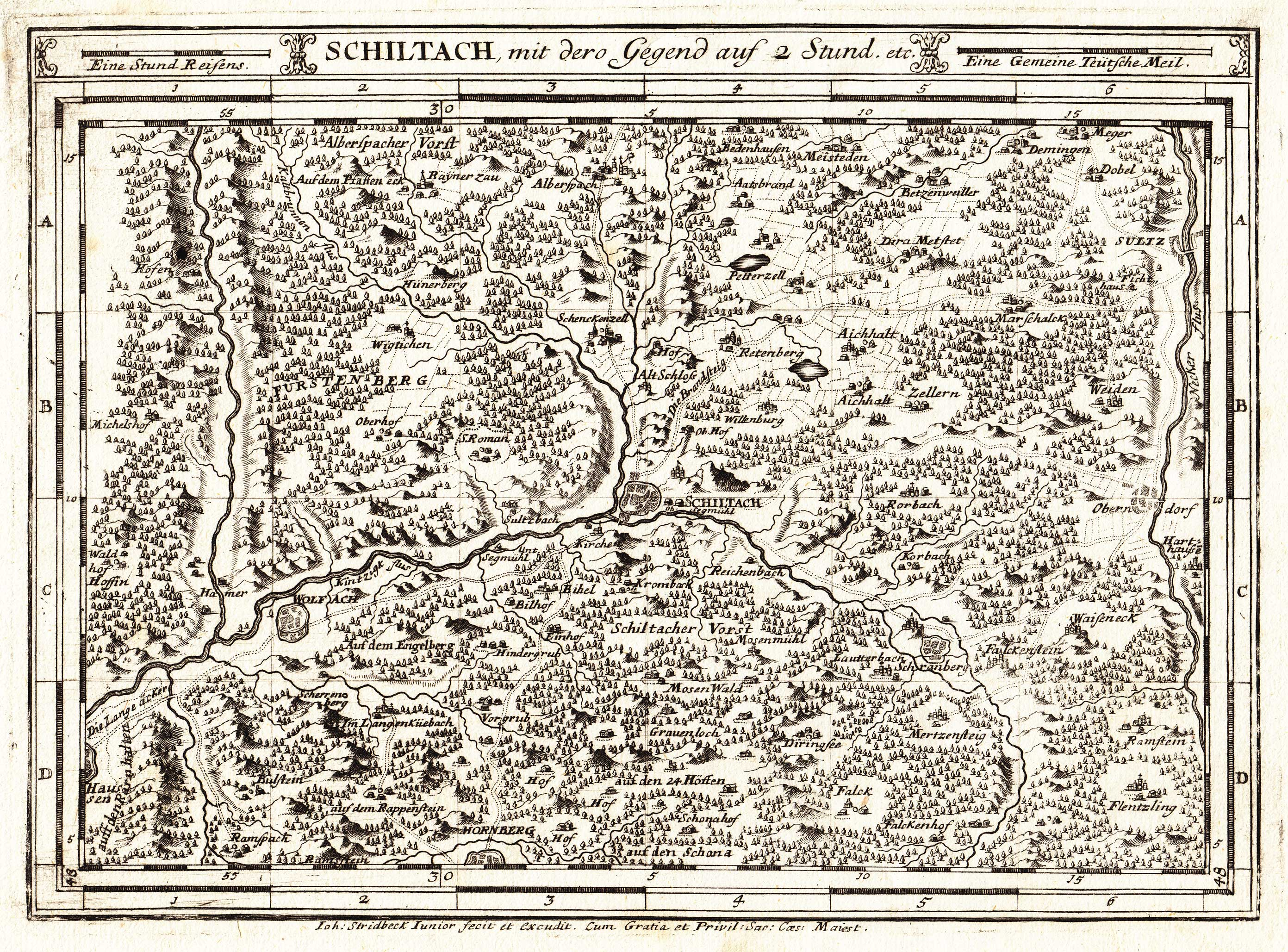
Die Umgebung von Wolfach auf einer alten Reisekarte. Kupferstich um 1716 bei Bodenehr. Auf ihr lässt sich auch der vermutete Verlauf der alten Römerstraße erkennen. Sie führt von Wolfach nach Schiltach und über die Brandsteig Richtung Rottweil.

Über die Gegend um Wolfach ist für die Zeit vor 1000 nur sehr wenig bekannt. Vermutlich gab es hier keine größeren Siedlungen. Schon die Römer erkannten aber die strategisch günstige Lage des Kinzigtals und bauten unter Kaiser Vespasian in den Jahren 73 und 74 eine Militärstraße von Offenburg nach Rottweil. Sie führte neueren archäologischen Erkenntnissen zufolge vermutlich über die Berghöhen an der heutigen Kernstadt vorbei. Erst mit der Gründung Wolfachs änderte man ihren Verlauf. Ab sofort gelangten Reisende durch die Stadt. Gegen diese Theorie sprechen zahlreiche römische Funde auf dem Gebiet der Wolfacher Vorstadt.
Die römische Kinzigtalstraße wurde vermutlich bis in die Frühe Neuzeit genutzt. Lange war sie der wichtigste Verkehrsweg durch den Schwarzwald und hatte damit große wirtschaftliche und militärische Bedeutung. Als Teil des Jakobswegs war sie bei Pilgern beliebt. An ihrem Rand errichtete man mit der St. Jakobus-Kapelle das wohl älteste Gotteshaus Wolfachs.

#### Stadtgründung im Hochmittelalter
Das genaue Alter der Stadtanlage ist nicht bekannt. Im Zusammenhang mit der Gründung des Klosters Sankt Georgen finden sich erstmals Hinweise auf eine adelige Familie De Wolphaha, die um 1084 im Gebiet des heutigen Wolfach lebte. Als Stammsitz wird die Burg Alt-Wolfach angenommen, einer Gipfelburg, die nördlich der Kernstadt, unmittelbar an der Gemarkungsgrenze zu Oberwolfach liegt und sich aufgrund ihrer salischen Bauweise ins 11. Jahrhundert zurückdatieren lässt. Die Herkunft der Familie ist weitgehend unbekannt. Man vermutet aber eine enge Beziehung zu den Grafen von Sulz, die im Hochmittelalter besonders im oberen Kinzigtal aktiv waren. Ende des 13. Jahrhunderts erlosch die Familie der Wolfacher durch Heirat Udilhilds, einer der drei Töchter Friedrichs von Wolfach, mit Graf Friedrich von Fürstenberg. Der gesamte Besitz ging an die Grafen von Fürstenberg über. Dieses Adelsgeschlecht mit heutigem Sitz in Donaueschingen sollte die Geschicke Wolfachs über die folgenden 500 Jahre bestimmen.

Der Marktplatz Wolfachs (Krautmarkt) im 19. Jahrhundert

1148 wird erstmals ein villa wolfacha, ein Dorf Wolfach erwähnt. Sein Standort ist aber unklar. Gängige Theorien gehen davon aus, es könnte sich um die Vorstadt Wolfachs handeln. Einen Nachweis dafür gibt es nicht. Vielleicht hatte sich auch bei Oberwolfach im Schutz der Burg eine frühe Siedlung entwickelt. Eine weitere Theorie sagt aus, mit der villa wolfacha sei kein Dorf, sondern ein Herrensitz gemeint gewesen, der den Ursprung des heutigen Schlosses bildete. Auch hierfür gibt es bis heute keine Nachweise.
1305 erhielten die Wolfacher von den Fürstenbergern erstmals wesentliche Freiheitsrechte zugesichert, zu denen auch das Marktrecht gehörte. Spätestens zu diesem Zeitpunkt hatte sich also eine kleinstädtische Siedlung herausgebildet. Archäologischen Funden nach zu urteilen, verfügte diese Stadt bereits im 12. Jahrhundert über eine Stadtmauer und entsprechende Tore. Der Grundriss der Marktstraße Wolfachs weist zudem typisch staufische Merkmale auf. Man kann Wolfach daher als eine der vielen Stadtgründungen des 12. und 13. Jahrhunderts ansehen.

#### Bauliche Entwicklung im Spätmittelalter
Wichtig für die weitere bauliche Entwicklung Wolfachs im Spätmittelalter war die Entstehung einer Kinzigtaler Linie der Grafen zu Fürstenberg unter Graf Konrad († vor 1419). Sein wirtschaftlich erfolgreicher Sohn Graf Heinrich VI. entwickelte nämlich im gesamten Kinzigtal eine rege Bautätigkeit. Unter anderem ließ er die Burg Alt-Wolfach wieder instand setzen und erweiterte den damals bereits vorhandenen Schlossbau in der Kernstadt wesentlich. Als er 1490 hochbetagt starb, erlosch diese ältere Kinzigtaler Linie der Fürstenberger bereits wieder.

### Frühe Neuzeit

Flößer in Wolfach um 1890.

Bald nach seiner Gründung übernahm Wolfach als Verwaltungs- und Wirtschaftszentrum zahlreiche zentralörtliche Funktionen für die umliegende Gegend. Die Stadt und ihre Bürger kontrollierten den gesamten Handel und hatten das Monopol auf die meisten handwerklichen Berufe. Basis dieser Vorrechte waren die Freiheitsbriefe, die seitens der Fürstenberger über die Jahrhunderte immer wieder erneuert und teilweise erweitert wurden.
Es entwickelte sich ein aufstrebendes Bürgertum, das vor allem im 17. Jahrhundert großen Einfluss im fürstenbergischen Herrschaftsbereich hatte. Das galt besonders für die Familien Gebele, Lemp(p) und Finckh, deren Mitglieder höhere Ämter im Kinzigtal bekleideten und teils in den Adelsstand erhoben wurden. Die Machtstellung der Familie Finckh war so groß, dass sich der fürstenbergische Landschreiber der Baar, Mathias Tinctorius, 1626 dazu genötigt sah, Graf Wratislaus den Älteren zu bitten, „das Finckhennest im Künzgerthal einßmal recht auß[zu]nemmen, [und] die Finckhen, als vatter, sohn und hayligen gaist“ stürzen zu lassen. Dazu kam es aber nicht. Tinctorius wurde 1631 der Hexerei angeklagt und hingerichtet. Bis heute existiert in Haslach ein von dem Oberamtmann Simon Finckh 1623 eingerichteter Almosenfonds, der seine Zinserträge an bedürftige Bürger der Stadt ausschüttet.
Unter Landgraf Maximilian Franz von Fürstenberg-Stühlingen begann um 1670 der massive Ausbau der Schlossanlage zur heutigen Größe. Das Gebäude, das wohl den Anspruch des Grafen auf den Fürstentitel unterstreichen sollte, wurde aber nie vollendet. Maximilian Franz starb 1681 nach einem Unfall in Straßburg. Mit dem Bau des Schlosses veränderte sich das Stadtbild grundlegend. Zahlreiche Gebäude mussten der Residenz des Grafen weichen und wurden in der Vorstadt wieder aufgebaut.

#### Flößerei

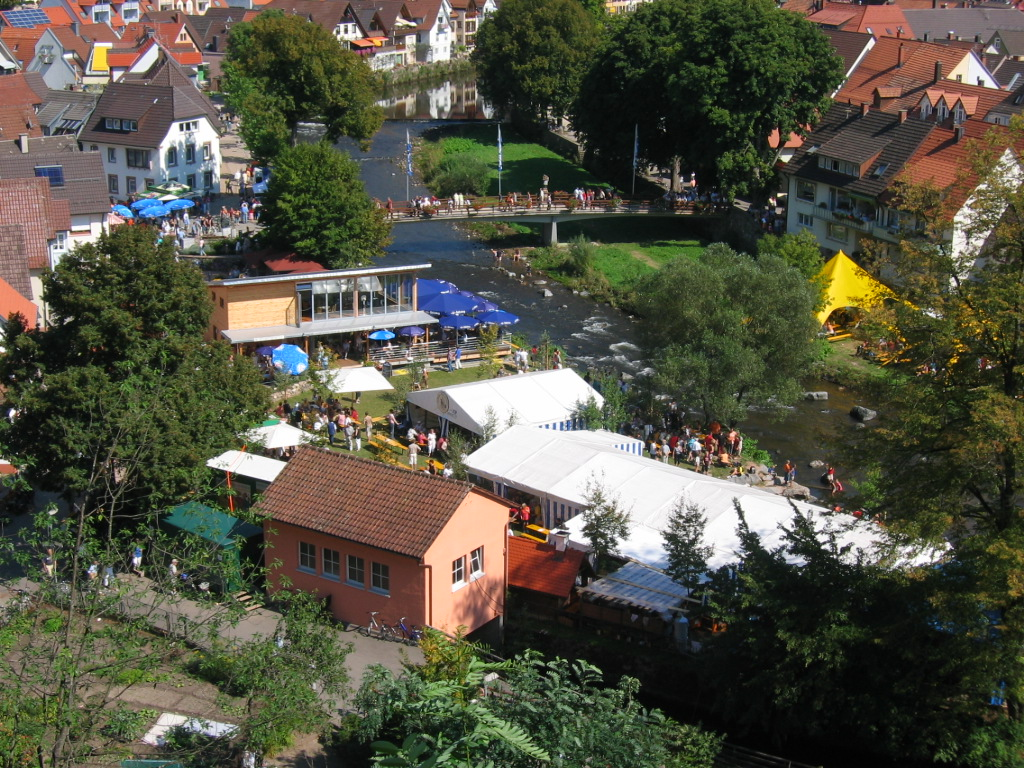
Die Flößerwiese in Wolfach während des Flößerfestes im Sommer 2004. Im Hintergrund der Gassensteg.

Wichtigste Quelle des Wohlstandes vieler Bürgerfamilien in der Frühen Neuzeit war die Kinzig-Flößerei. So schreibt Sebastian Münster in seiner Cosmographia: „Das Volck so bey der Kynzig wohnet, besonder um Wolfach ernehret sich mit den großen Bauhölzern, die sie durch das Wasser Kynzig gen Straßburg in den Rhein flößen und groß Gelt järlichen erobern“.
Ein blühendes Geschäft mit dem Holzhandel ist am Zusammenfluss von Wolf und Kinzig bereits um 1470 nachgewiesen. Um 1500 gewährten die Fürstenberger den Wolfachern das Privileg zum „auswärtigen Holzhandel“. Damit wurde der bäuerlichen Bevölkerung im Umland untersagt, Holz außerhalb des fürstenbergischen Herrschaftsbereiches zu verkaufen. Das war ein wesentlicher Nachteil, denn sie wurde damit vom lukrativen Geschäft mit den Hauptabnehmern des Holzes, besonders der Stadt Straßburg, ausgeschlossen. Die Waldbauern waren gezwungen, einen Großteil ihrer gefällten Bäume fortan an die Schifferschaft Wolfachs zu verkaufen. Diese genossenschaftliche Vereinigung, deren Teilhaber ausschließlich wohlhabende Bürger der Stadt waren, hatte sich ab 1527 gebildet. Schließlich erforderte die Flößerei große logistische Anstrengungen. So gibt es bis heute in Wolfach große Stauwehre und Floßhäfen, in denen die kleinen Waldflöße der Bauern für den Weitertransport an den Rhein zusammengebunden wurden.
Ihre Blütezeit erlebte die Wolfacher Flößerei im 15. und 16. Jahrhundert und dann nochmals im 18. Jahrhundert, als der Holzbedarf rapide anstieg, weil die Niederlande und England begannen, ihre mächtigen Kriegs- und Handelsflotten aufzubauen. Mit den Möglichkeiten der neu eingeführten Eisenbahn konnte man aber nicht mithalten, und so wurde die Flößerei 1896 eingestellt. Heute erinnern in Wolfach noch zahlreiche technische Einrichtungen an den ausgestorbenen Berufsstand der Flößer, so zum Beispiel der alte Floßhafen oder zahlreiche Stauwehre. 1984 entstand der Verein der Wolfacher Kinzigflößer, der sich zum Ziel setzte, Wissen über das alte Handwerk zu bewahren. Alle zwei Jahre findet seitdem in Wolfach ein großes Floßhafenfest statt, bei dem auch immer die Fahrt eines Floßes zu bewundern ist. Zur Feier des europäischen Flößertreffens 1994 in Wolfach wurde zudem ein Flößermuseum eingerichtet.
Einen lebendigen Einblick in die Zeit der Flößerei bietet auch die Lebensbeschreibung des Wolfacher Schiffers Theodor Armbruster, die Heinrich Hansjakob in seiner Erzählung Waldleute 1897 veröffentlichte.

#### Kriege

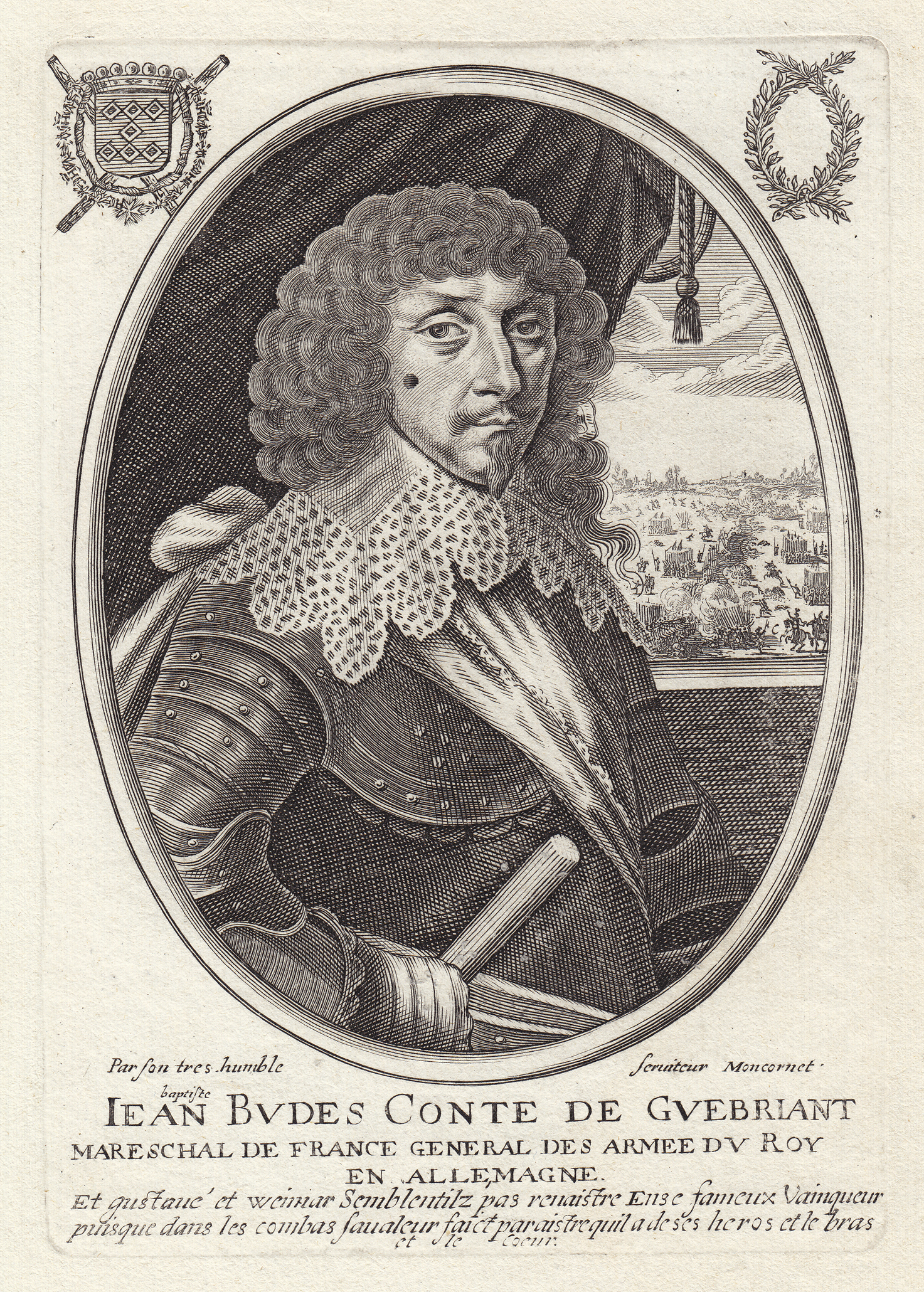
Jean Baptiste Budes de Guébriant von Balthasar Moncornet, ca. 1642

Auch wenn die Flößerei für einigen Wohlstand sorgte, wurde viel Gewonnenes mit den zahlreichen Kriegen der Frühen Neuzeit wieder zunichtegemacht. Im Dreißigjährigen Krieg litt Wolfach unter vielen Truppendurchzügen und war mehrmals Winterquartier von Söldnern unterschiedlichster Armeen. Unter anderem ist im Tagebuch Peter Hagendorfs von einer solchen Überwinterung kaiserlicher Truppen unter Johann von Werth in Wolfach 1637/38 zu lesen. Im Februar 1643 gelangten französisch-weimarische Soldaten unter Führung des Grafen Jean Baptiste Budes de Guébriant nach Wolfach und blieben 15 Wochen lang. In dieser Zeit vernichteten sie nicht nur sämtliche Vorräte, auch alle Kirchen der Umgegend mussten nach ihrem Abzug grundlegend renoviert werden. Die Burg im benachbarten Hausach war zerstört, Schloss Wolfach unbewohnbar und es ist anzunehmen, dass auch die Burg Alt-Wolfach in dieser Zeit zur Ruine wurde. Kaum waren die ersten Aufräumarbeiten vollendet, errichtete Guébriant im Sommer desselben Jahres abermals sein Lager in Wolfach. Der Mangel an Lebensmitteln zwang ihn schließlich im August 1643 zum Abzug.
Wenige Jahrzehnte später geriet Wolfach im Zuge der Reunionskriege Ludwig XIV. erneut in höchste Gefahr. Zwar war die Stadt zunächst nicht von französischen Militäraktionen betroffen. Den Kaiserlichen unter Führung des Markgrafen Ludwig Wilhelm von Baden-Baden gelang es auch, das Kinzigtal weitgehend zu verteidigen. Die Stadt musste aber eine große Zahl an Flüchtlingen aus dem Elsass aufnehmen und zudem für die Verpflegung der Verteidigungsarmeen sorgen. Bürger wurden zu Schanzarbeiten herangezogen.

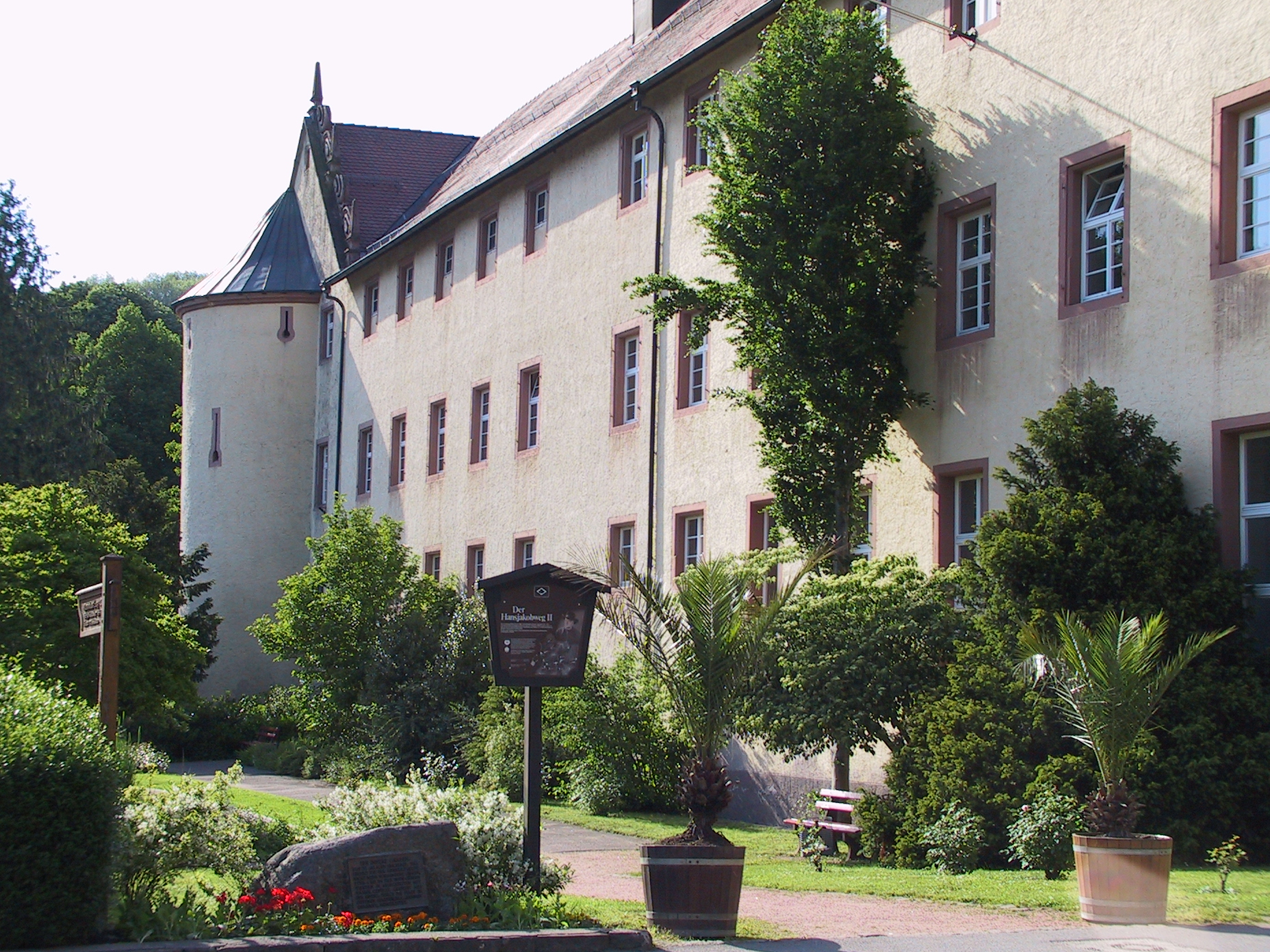
Der Südflügel des fürstenbergischen Schlosses mit einem Teil des Schlossgartens im Vordergrund (Am Zwinger). Bis 1671 befand sich hier der Innere Graben, der die Stadt im Süden schützen sollte. Ihm vorgelagert war ein Verteidigungswall, von dem heute noch Reste zu sehen sind, sowie eine weitere Grabenanlage. Beide Gräben konnten mit Wasser geflutet werden. Im Hintergrund ist der ins Schloss integrierte Hungerturm zu erkennen, der Teil der Befestigungsanlagen Wolfachs war.

1703 überquerte eine rund 35.000 Mann starke französische Armee während des Spanischen Erbfolgekrieges unter Marschall Villars erneut den Rhein, nahm die Festung Kehl ein und wandte sich schließlich gegen das Kinzigtal. Hier standen gerade einmal 4000 Verteidiger des schwäbischen Reichskreises unter dem Kommando Prosper Ferdinands von Fürstenberg-Stühlingen. Dieser erkannte die aussichtslose Lage und konnte sich mit Glück nach Wolfach zurückziehen. Gengenbach, Zell und Haslach wurde von den Franzosen eingenommen, Hausach dem Erdboden gleichgemacht. Die Wolfacher hingegen hatten Glück. Villars ließ seine Armee nach einigem Zögern in südlicher Richtung durch das Gutachtal nach Villingen abmarschieren. Dort misslang ihm am 4. und 5. Mai ein Handstreich auf die nur unzulänglich befestigte Stadt. Am 12. Mai traf er in Tuttlingen mit den Bayern zusammen. Noch im selben Jahr schlug er die kaiserlichen Truppen in der ersten Schlacht von Höchstädt. Das Kinzigtal wurde von Frankreich besetzt. Dessen König erhob hohe Kontributionen von den Städten im Tal. Da die Abgaben aber auch weiterhin an das Reich zu bezahlen waren, kam es zu einer schwerwiegenden Doppelbelastung. Mit der französischen Niederlage bei der zweiten Schlacht von Höchstädt im August 1704 endete die Besatzung des Kinzigtals. Bis der Friede von Rastatt 1714 die Verhältnisse für einige Jahre normalisierte, mussten die Wolfacher im Zuge des Spanischen Erbfolgekrieges aber noch zahlreiche weitere Durchzüge französischer und reichseigener Soldaten auf sich nehmen.
Das galt auch, als mit dem Tod Augusts des Starken 1733 der polnische Erbfolgekrieg ausbrach und ebenso im österreichischen Erbfolgekrieg 1740–1748. Wolfach wurde damit seine geographische Lage an der wichtigen Kinzigtalstraße zum Verhängnis.

#### Zerstörung durch Stadtbrände
Anders als in der Nachbarstadt Hausach sorgten Kriege in Wolfach nicht für eine wesentliche Umgestaltung des Stadtbildes. Zwar waren die Auswirkungen der ständigen Durchzüge von Truppen auf das Leben der Bevölkerung immens, doch standen die Häuser der meisten Wolfacher nach Abzug der Soldaten noch. So konnte der seit dem Mittelalter vorhandene Grundriss der Kernstadt beibehalten werden. Trotzdem entspricht die heutige Gestalt nicht der jener Zeit. Verantwortlich dafür waren besonders Großfeuer in den Jahren 1694, 1762, 1799, 1836 und 1849, bei denen es zur Einäscherung ganzer Stadtteile kam. Die ältesten Wolfacher Bürgerhäuser stammen daher aus dem 16. und 17. Jahrhundert. Der Großteil der Häuser ist jüngeren Datums und zeigt häufig historistische Züge. Bestes Beispiel hierfür ist das 1892/93 im Neorenaissancestil erbaute Rathaus.

### Wolfach wird badisch
Im Jahre 1806 kam Wolfach an das Großherzogtum Baden und wurde Sitz eines badischen Bezirksamtes und eines Amtsgerichts. 1939 entstand der Landkreis Wolfach, welcher 1945 an die Französische Besatzungszone fiel und damit ein Teil des Landes Südbaden wurde. 1952 wurde Wolfach Teil des Bundeslandes Baden-Württemberg und befand sich im neu eingerichteten Regierungsbezirk Südbaden. Im Zuge der Kreisreform Baden-Württemberg 1973 verlor Wolfach seinen Status als Sitz eines Landkreises und wurde Teil des Ortenaukreises im Regierungsbezirk Freiburg.

### Tourismusgeschichte
Im 19. Jahrhundert löste der Tourismus die Flößerei als wichtigsten Wirtschaftsfaktor Wolfachs ab. Aber schon viel früher, nämlich für das Jahr 1595, ist ein erster Kurgast nachgewiesen, der sich im damaligen Heilbad Wolfach erholen wollte. Vermeintliche Mineralbäder waren es auch, die in den folgenden Jahrhunderten immer mehr Urlauber nach Wolfach lockten. Ihren Höhepunkt erreichte die Entwicklung Ende des 19. Jahrhunderts. Die Wolfacher stellten sich zu dieser Zeit immer mehr auf den wachsenden Touristenstrom ein, schmückten die Stadt mit südländischen Pflanzen und versuchten „das Straßenbild heiter zu gestalten“. – Mit einigem Erfolg: 1892 wählten die Leser einer Berliner Zeitschrift Wolfach zum „schönsten Luftkurort Deutschlands“. 1912 erhielt die Stadt zudem den Titel des „schönstgelegenen Schwarzwaldstädtchens“. Wie so vielem machte der Erste Weltkrieg aber auch den Bemühungen ein Ende, Wolfach als Heilbad zu etablieren. Jedenfalls konzentrierte man sich seit Beginn der Weimarer Republik auf die Darstellung Wolfachs als Luftkurort. Ab 1934 kam es zu einem erneuten Aufschwung, als Wolfach von der NS-Organisation Kraft durch Freude angefahren wurde. Aber auch er wurde jäh beendet, diesmal durch den Zweiten Weltkrieg. Seit 1945 konnte sich der Tourismus in Wolfach endlich wieder ungehindert entwickeln. Das einsetzende Wirtschaftswunder tat ein Übriges, und 1953 wurde mit 24.817 Übernachtungen erstmals der Vorkriegsstand übertroffen. Heute zählen die Wolfacher Hotels und Pensionen jährlich rund 151.000 Übernachtungen (Jahr 2024).

### Wolfach in der NS-Zeit
Im Oktober 1929 gründeten sieben Wolfacher eine Ortsgruppe der NSDAP. Ortsgruppenleiter war von 1929 bis 1941 Alfred Albanus, der 1941 zum Bürgermeister von Wolfach ernannt wurde. Von 1941 bis 1945 war Forstrat Karl Hauger Ortsgruppenleiter. Bei Kriegsende 1945 hatte die NSDAP-Ortsgruppe 435 Mitglieder, das waren 17,4 % der damaligen Einwohner.
Nach der Macht„ergreifung“ Hitlers 1933 wurde in Wolfach der Gemeinderat gleichgeschaltet und bestand nur noch aus NSDAP-Mitgliedern. Der Gemeinderat ernannte am 21. März 1933 Paul von Hindenburg und Adolf Hitler zu Ehrenbürgern der Stadt, die Urkunden dazu entwarf der Wolfacher Kunstmaler Eduard Trautwein, der seit 1930 Mitglied der Wolfacher NSDAP-Ortsgruppe war. Am 24. Juni 1933 fand eine Bücherverbrennung statt, bei der die örtliche Hitlerjugend bei den Tennisplätzen auf der Insel die von ihr eingesammelten so genannten „Schmutz- und Schundschriften“ verbrannte. Die NSDAP-Kreisleitung Wolfach residierte im Wolfacher Schloss. Erster Kreisleiter war von 1928 bis 1934 Adolf Schuppel. Ihm folgten Heinz Baumann (1934), Eugen Baumann (1934–1942), Reinhold Lawnick (1942–1944) und Alfred Schweickhardt (1944–1945).
Das 1899 erbaute Wolfacher Amtsgefängnis, das sich bis 1990 auf dem Gelände des heutigen Johannes-Brenz-Altersheims befand, spielte in der NS-Zeit eine wichtige Rolle bei der Verfolgung und Inhaftierung politischer Gegner und gehörte zum KZ-, Lager- und Gefängnissystem der NS-Diktatur. Von 1933 bis zum Ende des Zweiten Weltkrieges kam es im Kinzigtal und Umgebung regelmäßig zu Verhaftungen von politischen Gegnern und Juden, die als „Schutzhäftlinge“ ins Wolfacher Amtsgefängnis eingeliefert wurden. Nach dem Sieg über Frankreich 1940 kamen insbesondere auch elsässische Widerstandskämpfer der „Réseau Alliance“ nach Wolfach, die der Straßburger Gestapo-Leiter Julius Gehrum verhaften ließ. Gehrum kannte das Gefängnis bereits aus seiner Zeit als Obergendarmerie-Wachtmeister in Wolfach, wo er von 1931 bis 1934 lebte. Der Straßburger Maler, Schriftsteller und Widerstandskämpfer Robert Heitz schildert in seinem 1946 erschienenen Buch „A mort“ unter anderem auch seine Haftzeit im Wolfacher Gefängnis und die brutalen Verhöre durch Gehrum.
1935 bemalte Kunstmaler Eduard Trautwein die Rathausfassade im Sinne der Blut-und-Boden-Ideologie der NS-Zeit mit einem SA-Mann mit Hakenkreuzfahne sowie einem Bauern, einer Bäuerin, zwei Handwerkern und Trachtenträgern in idyllischer Landschaft. Am 21. Juli 1935 wurde in Anwesenheit des badischen NS-Ministerpräsidenten Walter Köhler das von Trautwein geplante Kriegerehrenmal eingeweiht, das auch als Versammlungsplatz für Kundgebungen der NSDAP, HJ, SS und SA diente. Bei zwei NS-Endphaseverbrechen in Wolfach wurden am 30. März und 17. April 1945 insgesamt 20 Gefangene, die im Amtsgefängnis eingesperrt waren, beim Hofeckle durch SS-Männer ermordet. In den 1950er Jahren wurde zur Erinnerung an diese Tat ein Holzkreuz mit den Namen der Opfer am Hofeckle aufgestellt und 1995 erneuert.

### Bauliche Fortschritte seit den 1990er-Jahren

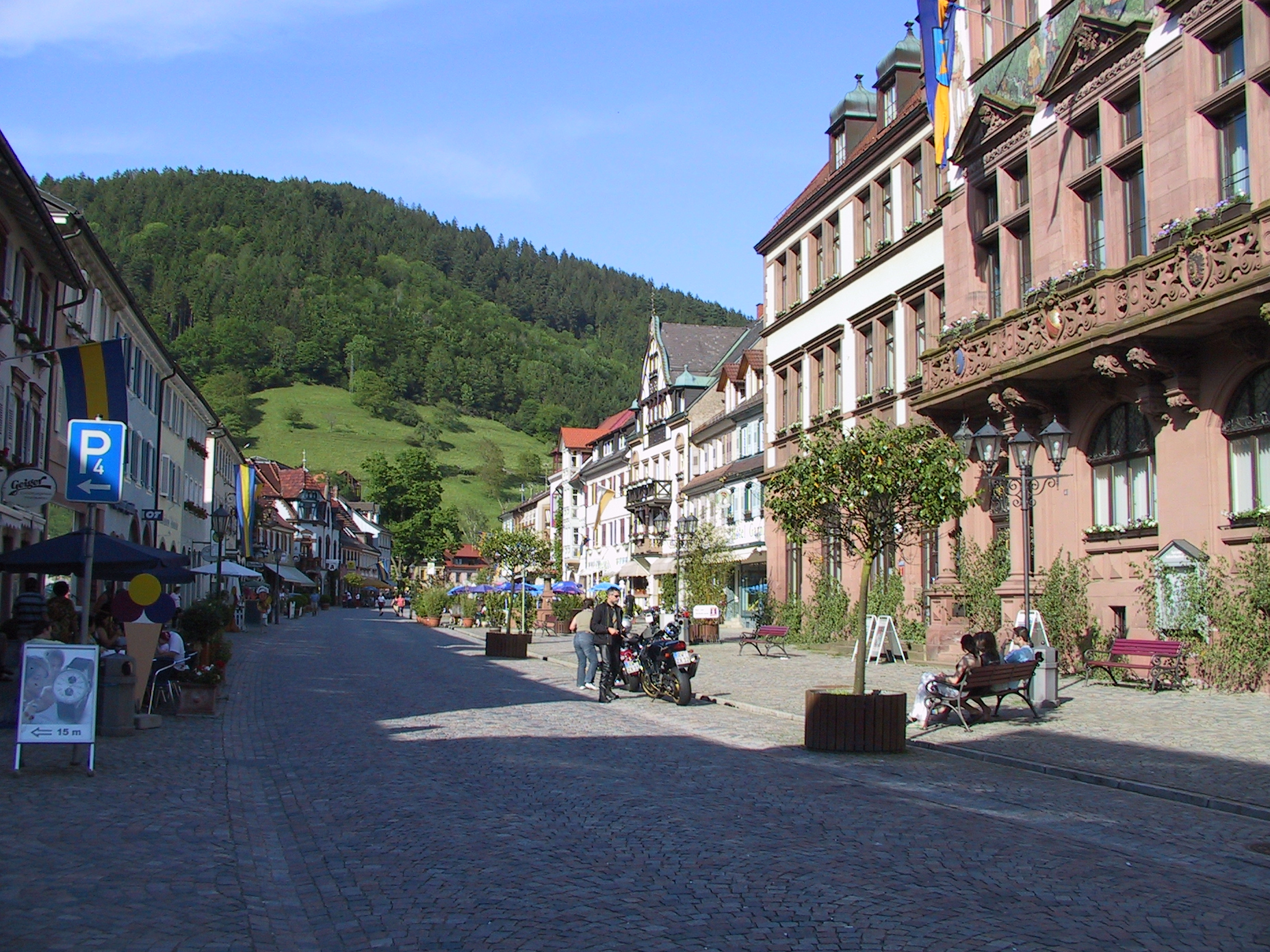
Die breite Marktstraße in der restaurierten Altstadt von Wolfach

1993 ergaben sich mit der Einweihung des Reutherbergtunnels völlig neue Perspektiven, indem die B 294 um Wolfach herumgeführt wurde, was besonders die Altstadt vom Verkehr entlastete. Hatte sich die Stadtentwicklung der Nachkriegszeit wesentlich an den Bedürfnissen des Autos orientiert, war man nun bemüht, die Stadt wieder im Sinne der Tourismusförderung umzugestalten. Im Bereich des Schlosses und des Marktplatzes orientierte man sich dabei am Stadtbild der Kaiserzeit. Unter anderem wurde der alte Stadtbach, der so genannte Rießner, teilweise wieder freigelegt. Ein weiteres wichtiges Projekt war die Sanierung der Bergstraße sowie der fast vollständige Neubau der damals durchweg sanierungsbedürftigen Vorstadt rechts der Kinzig. Die gesamte Vorstadtstraße wurde rechtsseitig in Verbindung mit der Verlegung der Landesstraße und der Schaffung von Fußgängerwegen und Parkplätzen abgebrochen und neu bebaut, linksseitig wurden die Gebäude saniert. Im Bereich Hauptstraße/Kinzig erfolgte ebenfalls eine komplette Sanierung der Straßenflächen nach historischem Vorbild.
In den 2010er-Jahren erfolgten weitere Sanierungen und städtebauliche Erneuerungsmaßnahmen, darunter die des Alten Bahnhofs, der Schlosshalle und eine Neugestaltung des Schlosshofs. Neben finanziellen Mitteln aus dem Landessanierungsprogramm von Baden-Württemberg floss dabei bürgerschaftliches Engagement ein durch Eigentümer, Spender und einen 2014 gegründeten Förderverein. Den Schlusspunkt bildete die 2018/19 durchgeführte Sanierung der Schlosshalle.

### Aktuelle Probleme
Auch wenn ihre Tallage wesentlich zum Reiz der Stadt beiträgt, ist sie zugleich auch das größte Hindernis für eine weitere Entwicklung Wolfachs. Inzwischen ist der größte Teil der bebaubaren Flächen genutzt, und es bleibt daher wenig Raum für neue Projekte. Ein Problem ist das besonders für die wenigen Industriebetriebe der Stadt, denen es an Erweiterungsflächen mangelt. Infolgedessen kam es in der Vergangenheit zur Abwanderung von Firmen und mit ihnen Einwohnern und Einzelhandelsgeschäften. In der Innenstadt machte sich damit zunehmend der Mangel an Einkaufsmöglichkeiten bemerkbar. Hinzu kommt, dass es in den letzten Jahren im Zuge von Verwaltungsreformen zum Abzug von staatlichen Behörden kam. Folge ist ein zunehmender Zentralitätsverlust. Mit der Schaffung interkommunaler Gewerbeflächen im Raum Oberes Kinzigtal beteiligt sich die Stadt Wolfach an einer gezielten interkommunalen positiven Weiterentwicklung. Mit der Schaffung neuer Einkaufsmöglichkeiten in unmittelbarer Nähe der Innenstadt sollen die Kaufkraftabwanderung gestoppt und der Einzelhandel in der Innenstadt gestärkt werden.

### Eingemeindungen
Am 1. Dezember 1971 wurde die bis dahin selbstständige Gemeinde Kinzigtal nach Wolfach eingemeindet. Am 1. Januar 1975 erfolgte die Eingemeindung von Kirnbach.
Am 1. Juli 1978 kam es zu einem Gebietsaustausch mit der Nachbargemeinde Schiltach. Wolfach trat dabei das Gebiet Vor Heubach ab.

### Demographie

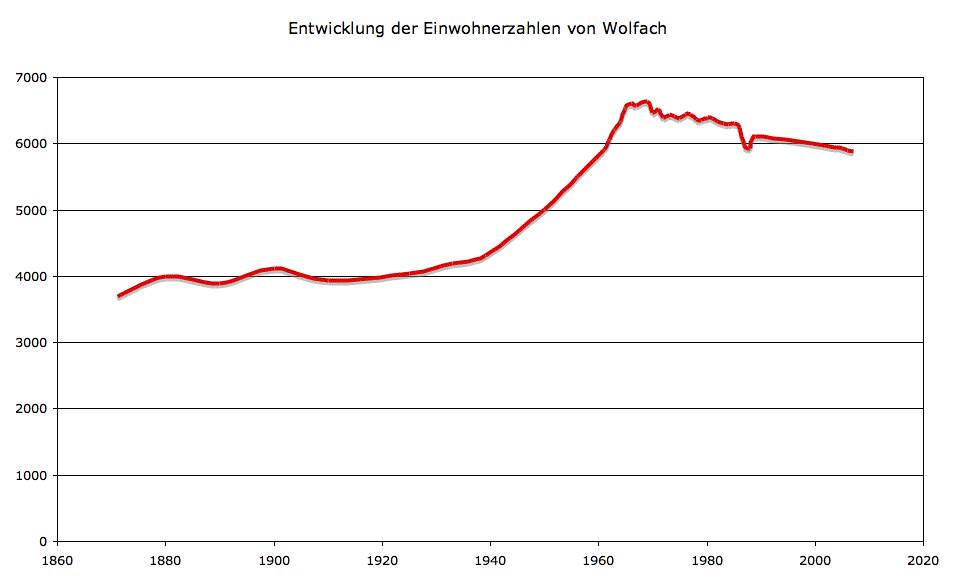
Entwicklung der Einwohnerzahlen von Wolfach (Gesamtstadt)

| Jahr      | 1812  | 1834  | 1852  | 1885  | 1900  | 1933  | 1939  | 1958  | 1961  | 1968  | 1970  |
| --------- | ----- | ----- | ----- | ----- | ----- | ----- | ----- | ----- | ----- | ----- | ----- |
| Einwohner | 1.076 | 1.500 | 1.599 | 1.888 | 2.047 | 2.452 | 2.495 | 3.815 | 3.952 | 4.672 | 4.594 |

| Jahr      | 1871  | 1939  | 1961  | 1967  | 1970  | 1991  | 1995  | 2005  | 2010  | 2011  | 2015  | 2020  | 2021  |
| --------- | ----- | ----- | ----- | ----- | ----- | ----- | ----- | ----- | ----- | ----- | ----- | ----- | ----- |
| Einwohner | 3.700 | 4.317 | 5.907 | 6.571 | 6.418 | 6.191 | 6.070 | 5.934 | 5.825 | 5.829 | 5.774 | 5.760 | 5.690 |

## Politik

### Verwaltung
Wolfach arbeitet innerhalb einer Vereinbarten Verwaltungsgemeinschaft mit dem Nachbarort Oberwolfach zusammen. Dies gilt insbesondere für die Tourismusförderung. Eine enge Kooperation besteht außerdem mit den Orten Hausach und Haslach.

### Gemeinderat
Der Gemeinderat in Wolfach besteht aus 18 Mitgliedern und dem Bürgermeister als Vorsitzendem. Der Bürgermeister ist im Gemeinderat stimmberechtigt. Die Kommunalwahl am 9. Juni 2024 führte zu folgendem vorläufigen Endergebnis:
| Parteien und Wählergemeinschaften | Parteien und Wählergemeinschaften           | 2024   | 2024   | 2019   | 2019   | Kommunalwahl 2024 %403020100 33,7 %31,1 %21,3 %13,8 % FWCDUSPDGrüneGewinne und Verlusteim Vergleich zu 2019 %p 6 4 2 0 −2 −4−1,4 %p−1,7 %p+5,8 %p−2,8 %pFWCDUSPDGrüne |
| Parteien und Wählergemeinschaften | Parteien und Wählergemeinschaften           | %      | Sitze  | %      | Sitze  | Kommunalwahl 2024 %403020100 33,7 %31,1 %21,3 %13,8 % FWCDUSPDGrüneGewinne und Verlusteim Vergleich zu 2019 %p 6 4 2 0 −2 −4−1,4 %p−1,7 %p+5,8 %p−2,8 %pFWCDUSPDGrüne |
| FW                                | Freie Wähler                                | 33,7   | 6      | 35,1   | 6      | Kommunalwahl 2024 %403020100 33,7 %31,1 %21,3 %13,8 % FWCDUSPDGrüneGewinne und Verlusteim Vergleich zu 2019 %p 6 4 2 0 −2 −4−1,4 %p−1,7 %p+5,8 %p−2,8 %pFWCDUSPDGrüne |
| CDU                               | Christlich Demokratische Union Deutschlands | 31,1   | 6      | 32,8   | 6      | Kommunalwahl 2024 %403020100 33,7 %31,1 %21,3 %13,8 % FWCDUSPDGrüneGewinne und Verlusteim Vergleich zu 2019 %p 6 4 2 0 −2 −4−1,4 %p−1,7 %p+5,8 %p−2,8 %pFWCDUSPDGrüne |
| SPD                               | Sozialdemokratische Partei Deutschlands     | 21,3   | 4      | 15,5   | 3      | Kommunalwahl 2024 %403020100 33,7 %31,1 %21,3 %13,8 % FWCDUSPDGrüneGewinne und Verlusteim Vergleich zu 2019 %p 6 4 2 0 −2 −4−1,4 %p−1,7 %p+5,8 %p−2,8 %pFWCDUSPDGrüne |
| GRÜNE                             | Grüne                                       | 13,8   | 2      | 16,6   | 3      | Kommunalwahl 2024 %403020100 33,7 %31,1 %21,3 %13,8 % FWCDUSPDGrüneGewinne und Verlusteim Vergleich zu 2019 %p 6 4 2 0 −2 −4−1,4 %p−1,7 %p+5,8 %p−2,8 %pFWCDUSPDGrüne |
| gesamt                            | gesamt                                      | 100,0  | 18     | 100,0  | 18     | Kommunalwahl 2024 %403020100 33,7 %31,1 %21,3 %13,8 % FWCDUSPDGrüneGewinne und Verlusteim Vergleich zu 2019 %p 6 4 2 0 −2 −4−1,4 %p−1,7 %p+5,8 %p−2,8 %pFWCDUSPDGrüne |
| Wahlbeteiligung                   | Wahlbeteiligung                             | 67,8 % | 67,8 % | 55,9 % | 55,9 % | Kommunalwahl 2024 %403020100 33,7 %31,1 %21,3 %13,8 % FWCDUSPDGrüneGewinne und Verlusteim Vergleich zu 2019 %p 6 4 2 0 −2 −4−1,4 %p−1,7 %p+5,8 %p−2,8 %pFWCDUSPDGrüne |

### Bürgermeister
Vor 1811 trugen die Stadtoberen die Amtsbezeichnung Schultheiß.
- 1811–1820: Johann Georg Neef
- 1820–1829: Xavery Duppele
- 1829–1834: Duttlinger
- 1834–1839: Johann Baptist Baur
- 1839–1861: Joseph Bührer
- 1861–1874: Johann Georg Armbruster
- 1874–1880: Hermann Vogt
- 1880–1900: Friedrich Armbruster (Sohn des J. G. Armbruster)
- 1900–1909: Bruno Burger
- 1909–1918: Karl Friedrich Armbruster (Sohn des F. Armbruster)
- 1918–1925: Gustav Bulacher
- 1925–1936: August Hämmerle (ab 1933 NSDAP; Großvater von Gerlinde Hämmerle)[45]
- 1937–1941: Adolf Oehler (NSDAP)[46]
- 1941–1944: Alfred Albanus (NSDAP-Ortsgruppenleiter Wolfach)[47]
- 1944–1945: Hans Auer, Prokurist[48]
- 1945–0000: Max Vivell (Stadtrechner; übergab die Stadt dem Kommandeur der einmarschierenden französischen Truppen)[49]
- 1945–1946: Johannes Faißt (kommissarisch)
- 1946–1951: Hans Allgeier (1891–1951)
- 1951–1978: Arthur Martin (1911–1999)
- 1978–1991: Hans-Peter Züfle
- 1992–2014: Gottfried Moser
- 2015–0000: Thomas Geppert

Geppert wurde am 9. Oktober 2022 mit 76,7 Prozent der Stimmen für eine zweite Amtszeit wiedergewählt.

### Wappen
Blasonierung: „In Blau eine goldene Wolfsangel“
Das Wappen der Stadt Wolfach geht auf das Siegel der Herren von Wolfach zurück und wurde nachweislich bereits um 1370 durch die Bürgerschaft verwendet, bis ins 16. Jahrhundert allerdings in Kombination mit einem Sternenkranz. Bis ins 19. Jahrhundert wurde außerdem wohl in Anlehnung an das fürstenbergische Wappen die Wolfsangel in Rot auf goldenem Grund dargestellt, erst dann führte man die heutige Farbkombination ein. Zudem wurde die Wolfsangel über die Jahrhunderte hinweg oft spiegelverkehrt gezeigt, so beispielsweise im 16. und 19. Jahrhundert. Den ursprünglich verwendeten Dreiecksschild ersetzte man ebenfalls und nutzt heute meist einen Halbrundschild.
Die Verwendung der Wolfsangel als Siegel der Herren von Wolfach steht vermutlich in Verbindung mit deren Bemühungen zur Besiedelung des Schwarzwaldes. Die Wolfsangel war zu karolingischer Zeit ein Fallentyp für Wölfe und Füchse, gelegentlich aber auch für Fischotter und Marder. In Verbindung mit der Bedeutung des Namens „Wolfach“ gebracht, könnte es sich um ein programmatisches Wappen gehandelt haben, das die Zähmung der Schwarzwaldlandschaft durch die Herren von Wolfach verdeutlichen sollte.

### Flagge
Die Stadtflagge ist blau-gelb-blau.

### Logo
Um den Außenauftritt der Stadt besonders im Zusammenhang mit der Tourismusförderung zu verbessern, entwickelte man Ende der neunziger Jahre wie in vielen anderen Städten zudem ein Stadtlogo. Es besteht aus dem Schriftzug „Stadt Wolfach“, dessen farbige Enden die Giebel und Dachtraufe der Häuser in der Hauptstraße darstellen sollen.

### Städtepartnerschaften
Wolfach unterhält mit folgenden Städten eine Städtepartnerschaft:
- Kreuzlingen, Schweiz (seit 1947, offiziell seit 2003)
- Richfield, Ohio, USA (seit 1971)
- Cavalaire-sur-Mer, Frankreich (seit 1984)

Ein Fahrzeug der Ortenau-S-Bahn trägt den Namen Wolfach.

## Kultur und Sehenswürdigkeiten

### Schwäbisch-Alemannische Fastnacht

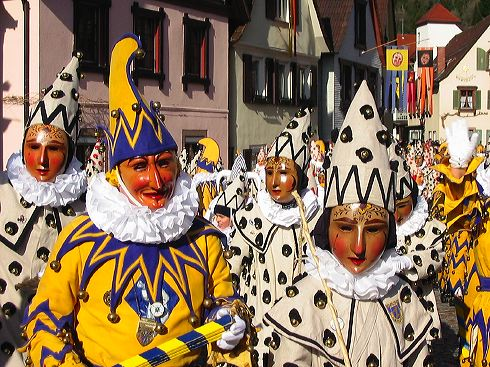
Wolfacher Hansele beim Umzug

Wolfach gilt als eine der traditionsreichsten Hochburgen der schwäbisch-alemannischen Fastnacht. Denn nur in wenigen Orten findet man eine derartige Vielfalt fastnachtlichen Brauchtums.
Schon kurz nach Epiphanias (Dreikönig) finden die ersten Narrenversammlungen statt. Sie dienen der Organisation der kommenden Fastnachtssaison. Für den Narrennachwuchs werden Jungnarrenversammlungen abgehalten. Neben der Veranstaltung einiger Bälle oder Saalveranstaltungen wie dem Zunftabend oder dem Musikerball bildet allerdings das Schnurren am Sonntag vor dem Schmutzigen Donnerstag den Höhepunkt der Vorfasnet. Dabei ziehen zahlreiche kleinere Gruppen durch viele Lokale Wolfachs und glossieren Ereignisse des vergangenen Jahres.
Ein Höhepunkt der Wirtschaftsfastnacht ist auch der Zunftball am Fastnachtssamstag. Bei ihm geben die frei maskierten Teilnehmer in allen Wirtschaften der Stadt kleine Darbietungen zum Besten.

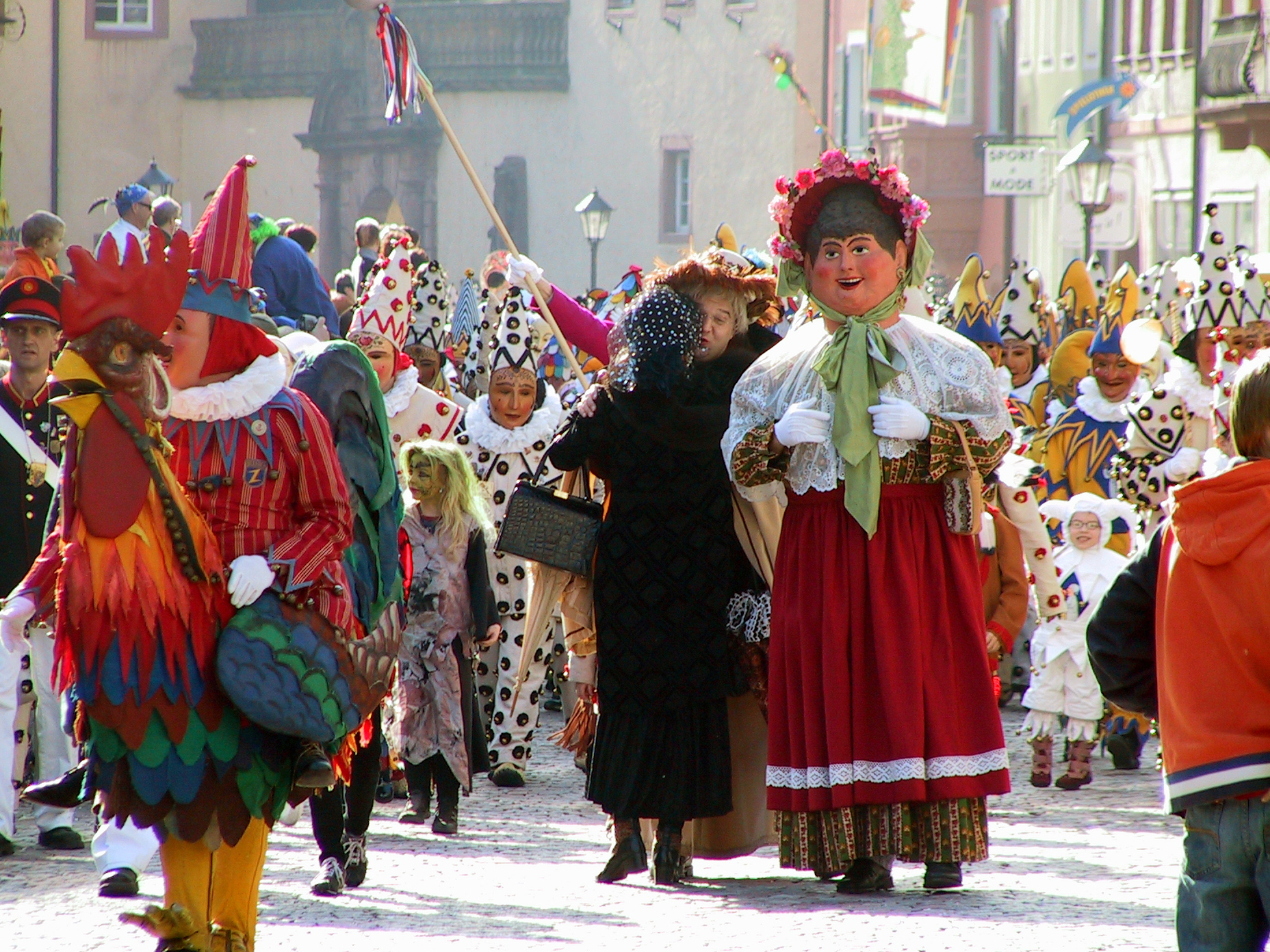
Der Kinderumzug findet am Fastnachts-Dienstag statt

Während der eigentlichen Fastnachtstage ziehen nicht weniger als 12 Umzüge durch Wolfach. Der älteste und zugleich bekannteste ist der Wohlauf, mit dem die Wolfacher am Rosenmontag, der hier Schellenmöntig [Schellemêndig] heißt, den Haupttag ihrer Fasnet einläuten. Früh morgens ziehen rund tausend weiß Gekleidete („Hemdglunker“) mit ihren Wohlauflaternen durch die vollständig verdunkelte Stadt und veranstalten mit ihren mitgebrachten Krachinstrumenten einen ohrenbetäubenden Lärm. Unterbrochen wird die Katzenmusik immer wieder vom Wohlaufsänger, der bei Laternenschein die abgewandelte Version eines alten Nachtwächterliedes anstimmt.

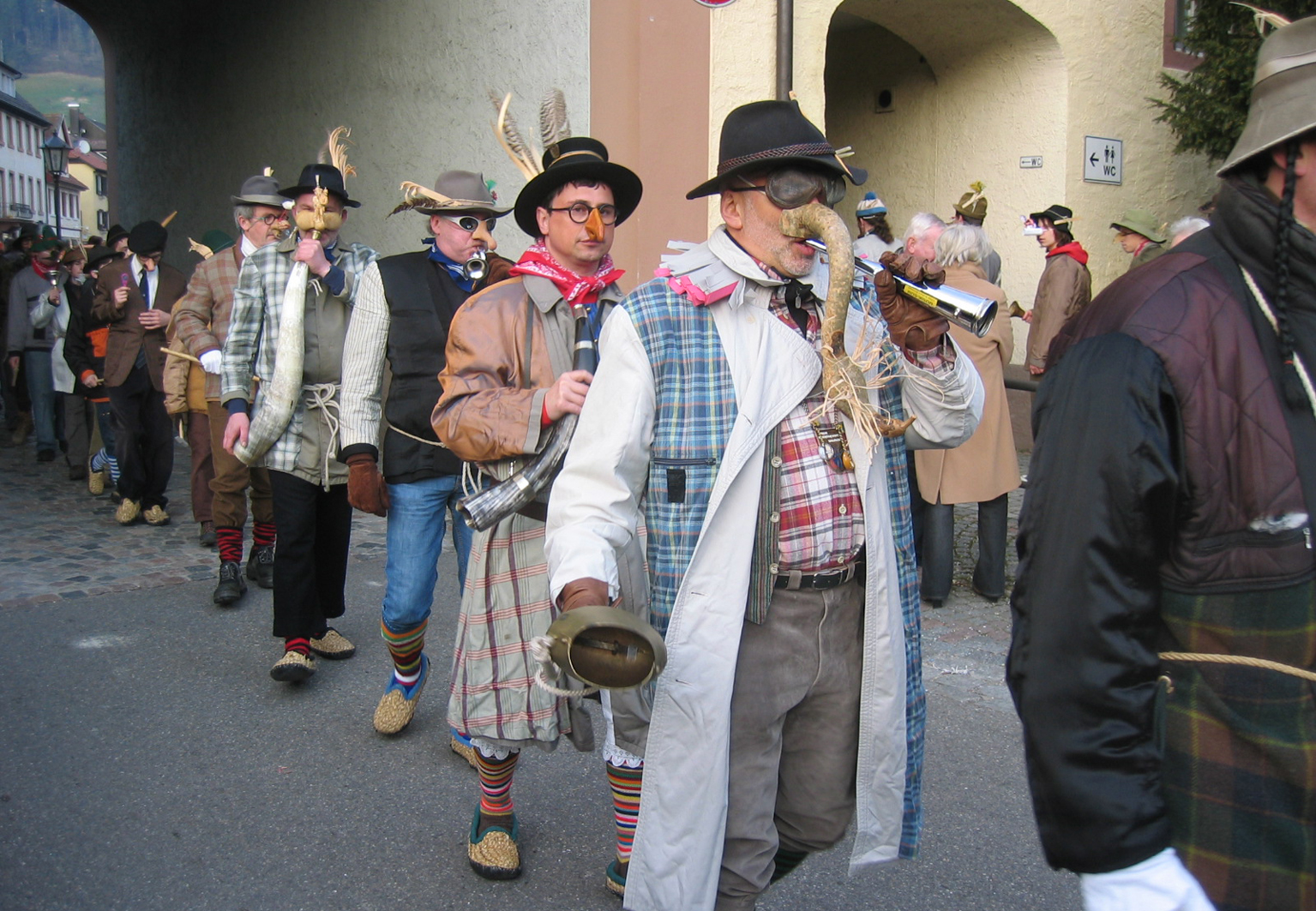
Beim Nasenzug

Am Mittag desselben Tages findet dann – nach dem Umzug – das traditionelle Festspiel statt. Das bekannteste dieser kleinen Theaterstücke ist das um 1787 entstandene Singspiel Die Weibermühle von Tripstrill von Georg Anton Bredelin, das alle fünf Jahre aufgeführt wird. Es ist das älteste noch aufgeführte Fastnachtsspiel überhaupt. – Am Schmutzige Dunnschdig (Schmutziger Donnerstag), Schellenmöntig und Fasnetzischdig (Fastnachtsdienstag) gibt es jeweils um 10 Uhr 30 eine Elfemess, bei der, ähnlich wie beim Schnurren, originelle Ereignisse des vergangenen Jahres in Form eines Umzugs karikiert werden. – Der wohl originellste Wolfacher Zug ist der Nasenzug am Fastnachtsdienstag, bei dem nur Männer mitmachen dürfen, die sich zuvor mit viel Phantasie eine neue Nase gebastelt haben sowie einen „letzen Kittel“ (linksgewendete Jacke) und einen Hut mit Holzspan tragen. Wird eine Frau in dem Zug entdeckt, landet sie gnadenlos im eiskalten Stadtbrunnen. – Zuvor am Fastnachtsdonnerstag, -samstag und -dienstag findet jeweils ein Närrischer Kaffee statt, bei dem hunderte Bürgerfrauen – auch verkleidete Männer – (Kaffeetanten) begleitet von zahlreichen als Konditor gekleideten Trommlern durch die Stadt ziehen, um sich danach zum Kaffeeplausch zu treffen. – Ihren Abschluss findet die Wolfacher Fastnacht in der Geldbeutelwäsche am Aschermittwoch. Vorbei an der Klagemauer beim Finanzamt zieht die recht exklusive Wäschergilde zum Stadtbrunnen, um dort ihre nunmehr leeren Geldbeutel unter lautem Wehklagen zu reinigen.

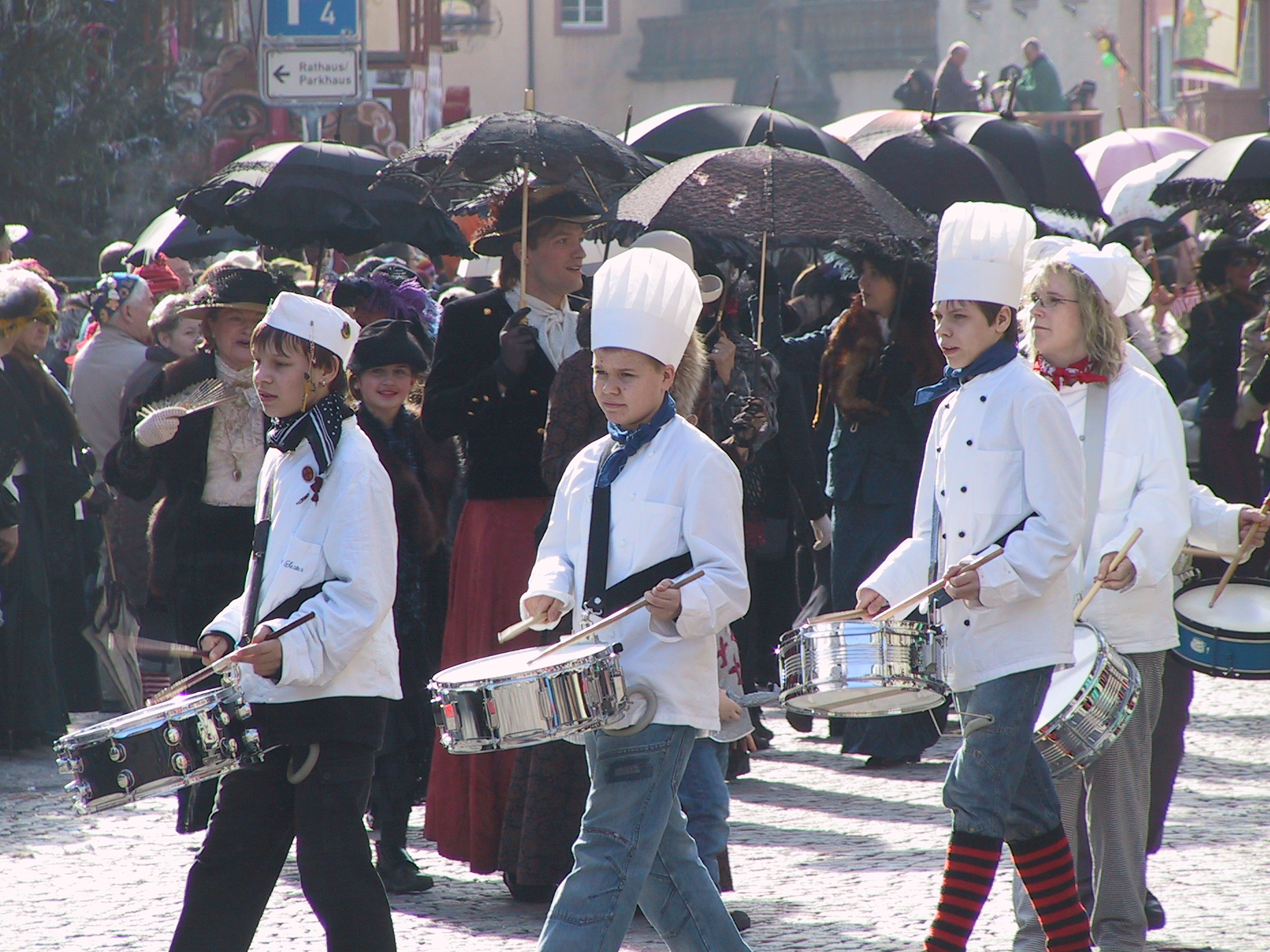
Am Fastnachtsdonnerstag, -samstag und -dienstag findet in Wolfach ein närrischer Kaffee mit Kaffeetanten und Trommlern statt

In Wolfach haben sich außergewöhnlich viele historische Fastnachtsfiguren und -larven erhalten, die teilweise bis ins 17. Jahrhundert datiert werden können und von denen einige im städtischen Museum im Schloss ausgestellt sind. Auch wenn heute lange nicht mehr alle getragen werden, können nur wenige Städte auf ein derart reichhaltiges Repertoire an Fastnachtsfiguren zurückgreifen. Zu den am häufigsten bewunderten gehört der Nussschalenhansel, dessen Narrenhäs mit rund 3000 Nussschalenhälften benäht ist. Den Röslehansel gibt es in zwei Varianten. Auf der Maske des roten Röslehansels ist eine rote Rose auf die Stirn gemalt, auf der Larve des schwarzen Röslehansels ist eine gelbe Blume in schwarzem Rankenwerk zu sehen. Ähnlich kunstvolle Bemalungen von Masken gibt es sonst nur im venezianischen Karneval.

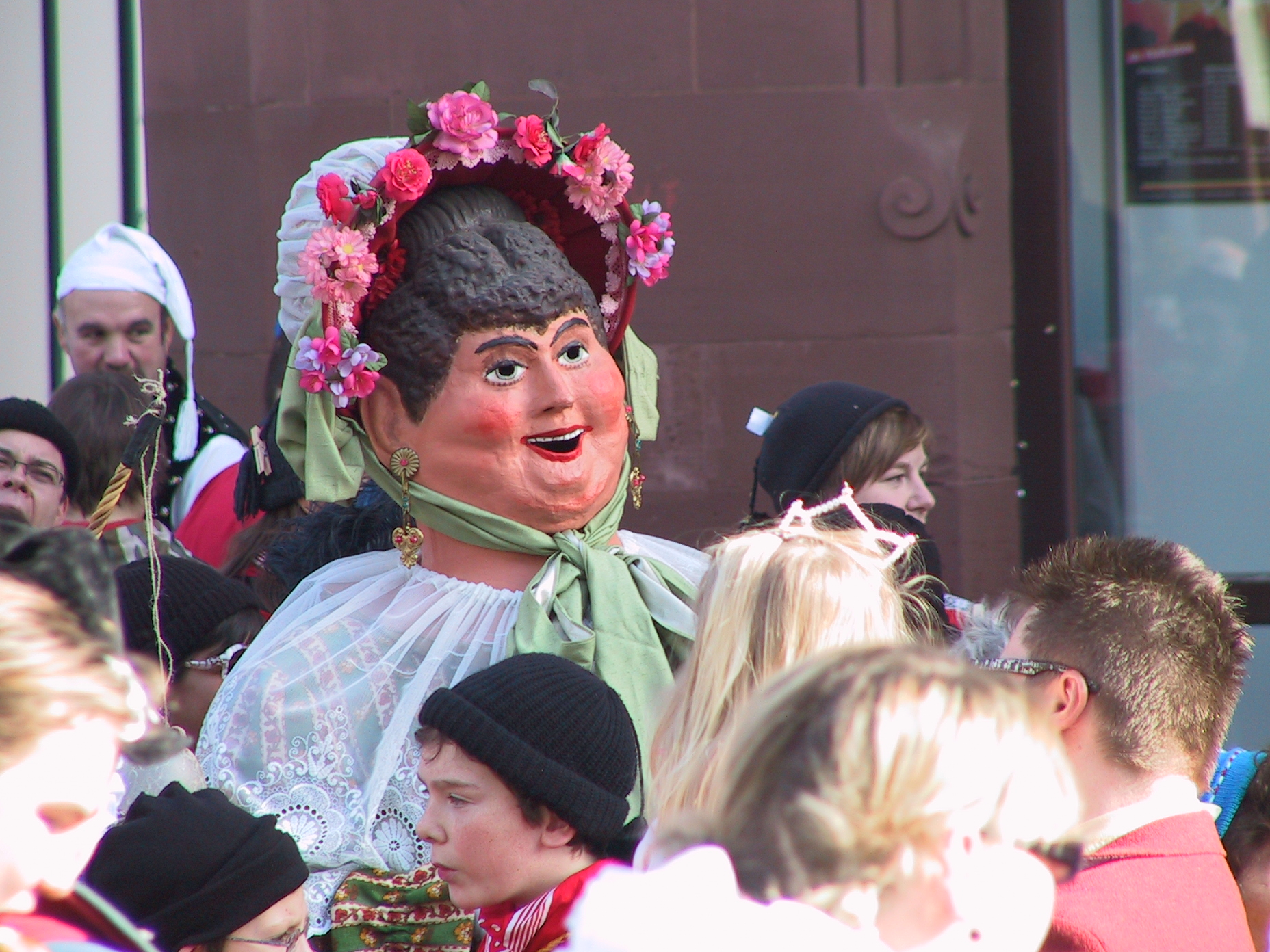
Die Riesendame ist eine traditionsreiche Einzelfigur der Wolfacher Fasnet

Äußerst selten sind heute auch Blechmasken, zumal wenn sie wie im Falle des Spättlehansel im Mundstück beweglich sind. Streifenhansel, Mehlwurmhansel und – in den Wolfacher Farben – das Schellenhansel komplettieren das bunte Bild der Wolfacher Hanselfiguren. Seit 1958 gibt es die Alden Rungunkeln und Müller, die der Altweibermühle von Tripstrill entlehnt sind. Hinzu kommen noch viele andere Figuren wie die Landsknechte und Kanoniere, Narrenpolizisten sowie die Einzelfiguren Gullerreiter, Riesendame und Tambourmajor. Aus neuerer Zeit stammen die Langenbacher Tiere.
Eine Besonderheit ist auch die Organisationsform der Wolfacher Fasnet, denn sie wird nicht von einem eingetragenen Verein ausgerichtet. Vielmehr versteht sich die Freie Narrenzunft Wolfach als lockerer Zusammenschluss aller Narren. Es existieren weder Mitgliederlisten noch Beiträge. Im Gegensatz zu praktisch allen anderen Fastnachten des schwäbisch-alemannischen Raums entfallen daher sämtliche Formalitäten. Es gibt weder strenge Aufnahmekriterien noch wird die Teilnahme an den Umzügen in irgendeiner Form überwacht oder erwartet. Mitmachen darf einfach jeder, der Lust dazu hat, egal woher er kommt und wie intensiv er sich am fastnachtlichen Leben beteiligt. Organisiert wird die Fastnacht durch den Großen Narrenrat, der aus Vertretern der einzelnen Gruppierungen und verdienten Alt-Narren besteht. Dieser wählt wiederum einen Kleinen Narrenrat als eine Art Exekutivkomitee. Den Vorsitz des Kleinen Narrenrates hat der Narrevadder (Narrenvater) inne.

### Bauwerke

#### Fürstenberger Schloss mit Schlosskapelle

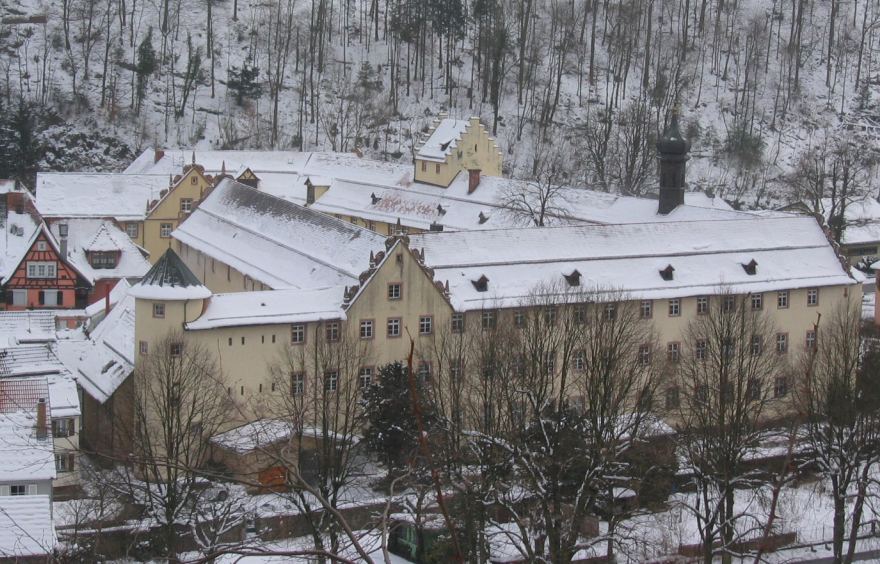
Schloss Wolfach im Winter

Das weitgehend schmucklose Schloss im Knorpelstil ist der Marktstraße Wolfachs vorgelagert und riegelt das Kinzigtal mit seiner 100 Meter langen, mächtigen Südfront praktisch vollständig ab. Es wurde in der heutigen Form von 1671 bis 1681 durch Landgraf Maximilian Franz von Fürstenberg-Stühlingen (1655–1681) errichtet. Die vierflügelige Schlossanlage mit trapezförmigem Grundriss bezieht Teile der ehemaligen mittelalterlichen Befestigungen Wolfachs mit ein, so zum Beispiel den Hungerturm im Westflügel oder das Stadttor im Südflügel. Unterteilt durch die Marktstraße umfasst das Schloss zwei Innenhöfe, von denen der größere im Westen wohl als Ehrenhof gedacht war.
Hervorzuheben ist Schloss Wolfach vor allem wegen seiner Größe. Es handelt sich um die größte derartige Anlage des Schwarzwaldes. Zudem ist es nach dem Residenzschloss in Rastatt das zweitgrößte Schloss Mittelbadens. Charakteristisch für das Gebäude sind seine mit Obelisken versehenen Volutengiebel.
Die heute bestehende Anlage wurde auf Basis eines kleineren Vorgängerbaus aus der Zeit Graf Heinrich VI. von Fürstenberg († 1490) errichtet. Das Schloss Heinrichs war im Laufe des Dreißigjährigen Krieges durch mehrfache Einquartierung von Truppen unbewohnbar geworden. Unter anderem ist im Tagebuch des Söldners Peter Hagendorf von einer Überwinterung von Truppen in Schloss Wolfach zu lesen. Ab 1671 ließ Maximilian Franz von Fürstenberg das Schloss von dem Steinmetz Hans Georg Brachet aus Radolfzell und dem Schreiner Hans Jakob Glöckler aus Waldshut zu seiner heutigen Größe ausbauen. Der Südflügel wurde wesentlich erweitert und die vorhandene, nach Süden ausgerichtete, gotische Schlosskapelle abgebrochen. Sie wurde neu errichtet und – nunmehr geostet – in den Südflügel integriert. Um den optischen Gesamteindruck der Anlage zu erhalten, kürzte man den zur Stadtbefestigung gehörenden Hungerturm auf die Höhe der anderen Gebäude und integrierte ihn ebenfalls in den Südflügel. Neu errichtet wurden die West-, Ost- und Nordflügel des heutigen Schlosses.
Der Bau von Schloss Wolfach ist wohl im Zusammenhang mit den Bemühungen von Maximilian Franz zu sehen, ab 1669 die Reichsfürstenwürde zu erlangen. Diese Bemühungen scheiterten letztendlich. Erst seine Nachkommen wurden in den Fürstenstand erhoben. Leider konnten auch die Pläne, Schloss Wolfach in ein Residenzschloss umzubauen, nicht mehr verwirklicht werden, da der Landgraf vor Abschluss der Bauarbeiten starb und die Fürstenberger erneut das Interesse an dem Gebäude verloren. Aufgrund der angespannten finanziellen Situation des Fürstentums verzichtete man beim weiteren Ausbau des Schlosses auf repräsentative Stilmittel. Im Schloss wurden Büroräume untergebracht. Unter anderem befand sich hier das fürstenbergische Oberamt und das Bergamt, das die Silberbergwerke der umliegenden Gegend verwaltete und das Bergregal der Fürsten zu Fürstenberg umsetzte. Als Bergrat war hier unter anderen Carl Josef Selb tätig. Als Wolfach 1806 Baden zugesprochen wurde, behielt die Stadt ihren Status als Amtsstadt. Im Schloss wurde ein Bezirksamt untergebracht. 1939 entstand der Landkreis Wolfach, dessen Kreisverwaltung sich ebenfalls im Schloss befand. Nach Auflösung des Kreises 1973 blieb eine Außenstelle des neu gegründeten Ortenaukreises in Wolfach, die sich bis heute im Schloss befindet. Neben dieser sind derzeit ein Finanzamt, ein Amtsgericht, die Forstverwaltung sowie ein Polizeiposten in Schloss Wolfach untergebracht.
Einen wesentlichen Einschnitt in der Geschichte des Gebäudes stellt das Jahr 1947 dar, als aus ungeklärter Ursache im Nordflügel ein Feuer ausbrach und ihn praktisch vollständig vernichtete. Nur mit Mühe konnte ein Übergreifen auf die restlichen Gebäudeteile verhindert werden. Der zerstörte Schlossflügel wurde dank zahlreicher ehrenamtlicher Helfer und vieler Spenden aus der Bevölkerung in den Jahren darauf in moderner Weise wieder aufgebaut.
Durch den Brand gingen aber wesentliche Kunstschätze verloren, unter anderem der Schöffensaal mit seiner kunstvoll geschnitzten Holzdecke, die mit einem allegorischen Deckengemälde versehen war. In den Jahren zuvor wurden Teile des Schlosses zudem Opfer zahlreicher Umbauten der nationalsozialistischen Verwaltung, so auch der nie vollendete Festsaal des Schlosses, der sich im Westflügel über zwei Stockwerke erstreckte. Nur dem beherzten Eingreifen des Heimatpflegers Josef Krausbeck ist es zu verdanken, dass nicht auch die sehenswerte Schlosskapelle mit ihrem barocken Hochaltar in Büros umgewandelt wurde. Sie ist heute neben dem im Erdgeschoss untergebrachten Museum der einzige Teil des Gebäudes, der für die Öffentlichkeit voll zugänglich ist. Bis Anfang des 20. Jahrhunderts befand sich mit der Magdalenenklage von Christoph Krafft (1648) eine einzigartige Kopie eines verschollenen Gemäldes von Matthias Grünewald in der Schlosskapelle. Das Bild ist heute Teil der Sammlung Würth. Nur in der Karwoche ist das Antependiumsbild Christus im Grab sichtbar, das entweder der spätere württembergischen Hofmaler Johann Baptist Seele oder dessen Vater malte. Die Pietà des Hochaltars stammt aus dem 14. Jahrhundert. Auf der Galerie der Kapelle hat neben zahlreichen Gemälden regionaler Künstler auch eine barocke Weihnachtskrippe (um 1750) die Jahrhunderte überdauert.

#### Rathaus
Das Gebäude im Neorenaissancestil stammt von 1894 und wurde nach Plänen des Heidelberger Architekten Herbert Lender an Stelle eines frühneuzeitlichen, 1892 abgebrannten Vorgängerbaus errichtet. Bemerkenswert ist besonders die Fassade zur Marktplatzseite hin. Sie ist mit einer Bemalung von Eduard Trautwein mit dem Titel Die neue Zeit versehen, die ursprünglich als NS-Propaganda gedacht war. Nach dem Zweiten Weltkrieg wurde sie den neuen Gegebenheiten angepasst; Hakenkreuze und ein SA-Mann im Giebel des Gebäudes wurden entfernt oder ersetzt. Trautwein zerstörte mit seinem Gemälde die originale, aufwendige Fassadenbemalung der Neorenaissance. Sie umfasste neben allegorischen Darstellungen von Zeit, Gottesfurcht, Tapferkeit, Eifer, Gerechtigkeit sowie von Wolf und der Kinzig auch astrologische Symbole sowie aufwändige Ornamente. Einen Eindruck von ihrer Pracht vermittelt die Deckenbemalung im Eingangsbereich des Rathauses.

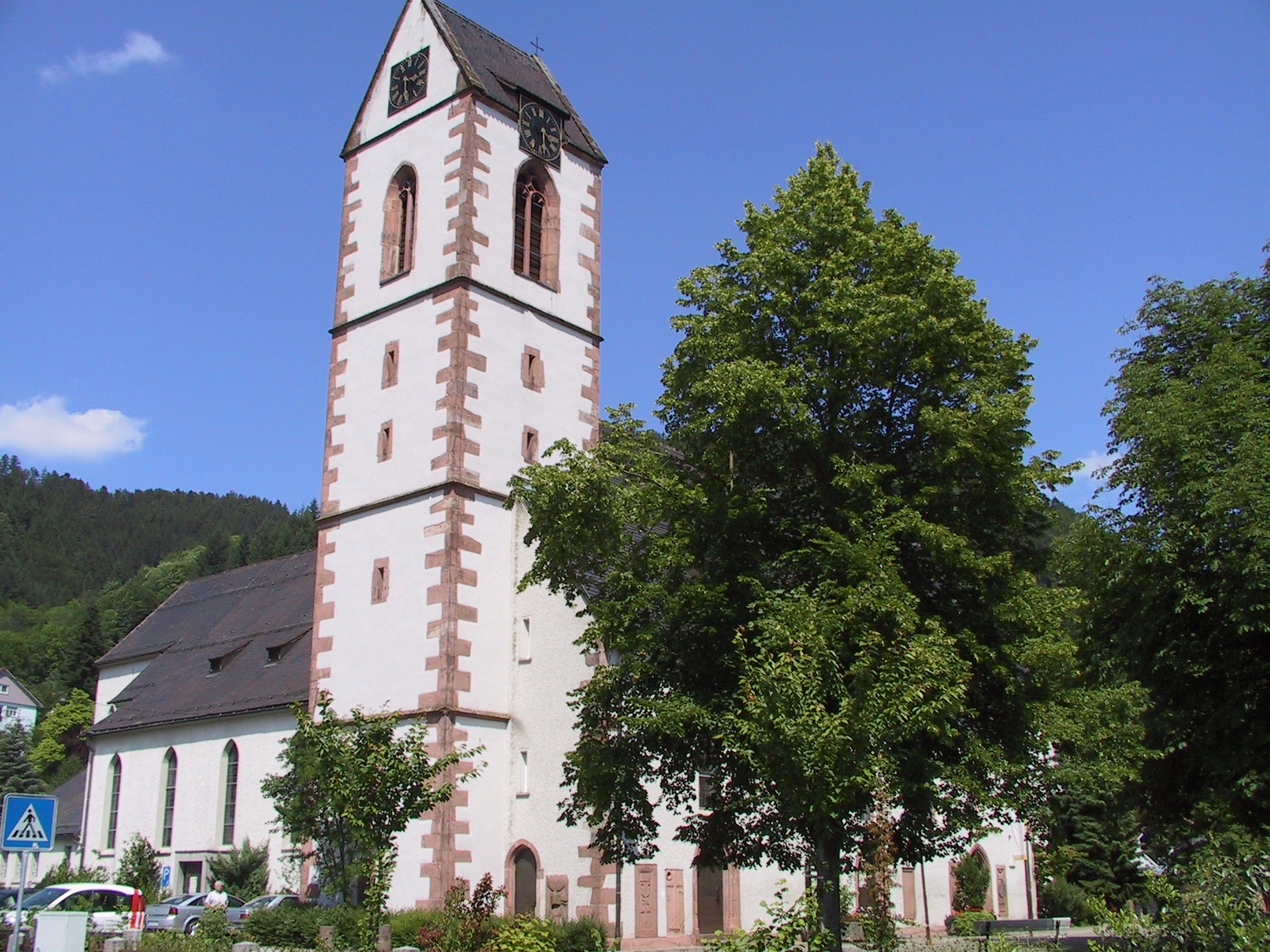
Katholische Stadtpfarrkirche Sankt Laurentius in Wolfach im Sommer 2005

#### Stadtpfarrkirche St. Laurentius
Der Turm und das Langhaus der Kirche wurden zwischen 1470 und 1515 an Stelle eines Vorgängerbaus errichtet. An der Südfassade befindet sich auf der rechten Seite, in einen Randstein eingemeißelt, die Skala einer Sonnenuhr aus jener Zeit. Die Grundmauern des alten Chores, der im Inneren mit Fresken aus dem 14. Jahrhundert bemalt ist, gehen auf das 12. Jahrhundert zurück. Anfang des 20. Jahrhunderts kam der Gedanke auf, die Kirche stark auszubauen und mit vier Türmen auszustatten. Der heutige Kirchturm bildete in diesen Plänen einen der beiden kleineren Südtürme. Der „Dom des Kinzigtales“ konnte aber nie realisiert werden, auch wenn das Geld für den Bau bereits aufgebracht war, denn die Weltwirtschaftskrise machte das angesammelte Vermögen binnen kürzester Zeit zunichte. Während des Zweiten Weltkrieges wurde die lange erhoffte Erweiterung dann umgesetzt, wenn auch in wesentlich kleinerer und bedingt durch die politischen Umstände sparsamer Form. So wurde nach Norden hin ein neues Kirchenschiff errichtet. Neue Türme wurden hingegen nicht hinzugefügt. Der Bau wurde 1941 eingeweiht und 1974/75 komplett renoviert.

#### Ruine Wolfach
Die Ruine der Burg Wolfach stammt vermutlich aus dem 11. Jahrhundert und ist damit eine der ältesten Burganlagen des Schwarzwaldes. Sie befindet sich auf einem künstlich angelegten Bergkegel nördlich der Kernstadt Wolfachs. Bis ins 20. Jahrhundert war die Ruine dem Verfall preisgegeben. 1977 errichtete der Schwarzwaldverein aus ihren Überresten die heute zu sehenden Grundmauern.

#### Jakobuskapelle
Die barocke Wallfahrtskapelle liegt links der Kinzig malerisch am Berghang.

### Religionen
Wolfach ist aufgrund der langen Zugehörigkeit der Kernstadt Wolfach und dem Ortsteil Kinzigtal zum Fürstentum Fürstenberg katholisch geprägt. Pfarrkirche ist die St. Laurentius-Kirche; im Ortsteil St. Roman befindet sich eine Filialkirche. Wolfach gehört zur Seelsorgeeinheit „An Wolf und Kinzig“. Seit der Dekanatsreform vom 1. Januar 2008 gehört Wolfach zum Dekanat Offenburg-Kinzigtal.
Der Ortsteil Kirnbach ist aufgrund seiner langen Zugehörigkeit zu Württemberg evangelisch geprägt und besitzt eine eigene evangelische Kirche. In der Kernstadt Wolfach wurde erst Ende des 19. Jahrhunderts eine evangelische Kirche errichtet.
Im Gebiet der Stadt Wolfach gibt es folgende Kirchen:
- Evangelische Kirche Kirnbach
- Evangelische Kirche Wolfach
- Katholische Kirche St. Laurentius Wolfach
- Katholische Kirche St. Roman
- Neuapostolische Kirche

### Museen
- Dorotheenhütte: (Glashütte) mit Glasmuseum
- Flößer- und Heimatmuseum: Eine Abteilung des Heimatmuseums widmet sich der Kinzigflößerei.

### Kunst, Musik und Freizeit
- Kulturbaustelle Klausenbauernhof: In dem aufwändig renovierten Schwarzwaldhof finden regelmäßig Ausstellungen und Konzerte statt.
- Regelmäßig stattfindende Kurkonzerte und Brauchtumsvorführungen auf dem Marktplatz vor dem Rathaus
- Nachtwächterrundgang im Sommer alle zwei Wochen
- Bike-Park Wolfach, Offroad-Parcours für Bikercross-Fahrer
- Regelmäßige Kammermusikkonzerte im Großen Rathaussaal

### Parks
- Kurgarten mit Musikpavillon
- Flößerpark mit Kleintierschau
- Kinziganlagen und Schlossgarten

### Regelmäßige Veranstaltungen
- Schwäbisch-alemannische Fastnacht (Fasnet) in Wolfach und Kinzigtal, Bauernfastnacht in Kirnbach (Frühjahr)
- Stadtbrunnenfest des Gewerbevereins (Frühjahr)
- Biker-Weekend mit Live-Konzert (Sommer)
- Internationaler Moosenmättle-Berglauf – Langlaufveranstaltung des FC Kirnbach e. V. (Sommer)
- Sommerfest Trachtenkapelle Kinzigtal (letztes volles Augustwochenende)
- Lange Tafel alle zwei Jahre (Sommer)
- Mineralienbörse (Sommer)
- Floßhafenfest alle zwei Jahre (Sommer)
- Open-Air Rockfest Moosenmättle (Sommer)
- Schlachtfest der Freiwilligen Feuerwehr (Herbst)
- Süddeutscher Fourcross-Cup – Mountainbikerennen des Bike-Park Wolfach e. V. (Herbst)
- Wolfacher Herbst des Gewerbevereins (Herbst)
- Kuchenmarkt (Kuchemärkt) am Donnerstag vor Weihnachten oder vor dem 4. Advent, traditioneller Jahrmarkt mit Spezialität „Spitzwecken“

## Wirtschaft und Infrastruktur

### Tourismus
Besonders intensiv stellt sich die Zusammenarbeit von Wolfach und Oberwolfach auf dem Gebiet der Tourismusförderung dar. Man betreibt nicht nur eine gemeinsame Touristeninformation, sondern arbeitet auch bei zentralen Projekten wie einem neugestalteten Besucherbergwerk oder dem Mineralienmuseum in Oberwolfach eng zusammen. Als Treffpunkt von Mineralienfreunden erreichte man damit in den vergangenen Jahren eine wohl einmalige Stellung innerhalb des Schwarzwaldes. Einen weiteren Schwerpunkt in der Tourismusförderung bildet der Ausbau von Sportangeboten, besonders für Wanderer, Motorrad- und Mountainbike-Fahrer.
Trotzdem bleibt die Dorotheenhütte mit rund 250.000 Besuchern jährlich erster Anlaufpunkt für Touristen in Wolfach. Die ehemalige Glashütte wurde Mitte des 20. Jahrhunderts gegründet und von den Betreibern zum „Erlebnispark“ ausgebaut. Heute umfasst sie eine Mundblashütte und ein Glasmuseum und bietet auch eine ganzjährige Verkaufsschau für Weihnachtsschmuck. Neben dieser Hauptattraktion auf eigenem Gebiet profitiert Wolfach von zahlreichen Besuchermagneten in seiner unmittelbaren Umgebung. So liegt beispielsweise das Schwarzwälder Freilichtmuseum Vogtsbauernhof, eines der größten Freilichtmuseen Deutschlands mit über 300.000 Besuchern jährlich, im benachbarten Gutach. Nur wenige Kilometer weiter finden sich mit den Triberger Wasserfällen die höchsten ihrer Art in Deutschland.
Großer Beliebtheit erfreuen sich zudem die zahlreichen Veranstaltungen in Wolfach. Hier ist besonders die Wolfacher Fastnacht zu nennen, für die seit längerem gesonderte Übernachtungspakete angeboten werden. Um den Tourismus weiter zu fördern, entwickelte man in den vergangenen Jahren zudem neue Veranstaltungsformate wie das der „Langen Tafel“, ein Fest mit internationalem Flair, das durch die Form des Wolfacher Marktplatzes inspiriert wurde.
Mit dem Bau eines Campingplatzes und einer attraktiv gestalteten Innenstadt, mit innovativen Investitionen einiger Hoteliers, und einem gemeinsamen Marketingauftritt des gesamten Kinzigtales wird Wolfach weiterhin ein interessanter touristischer Anziehungspunkt bleiben.

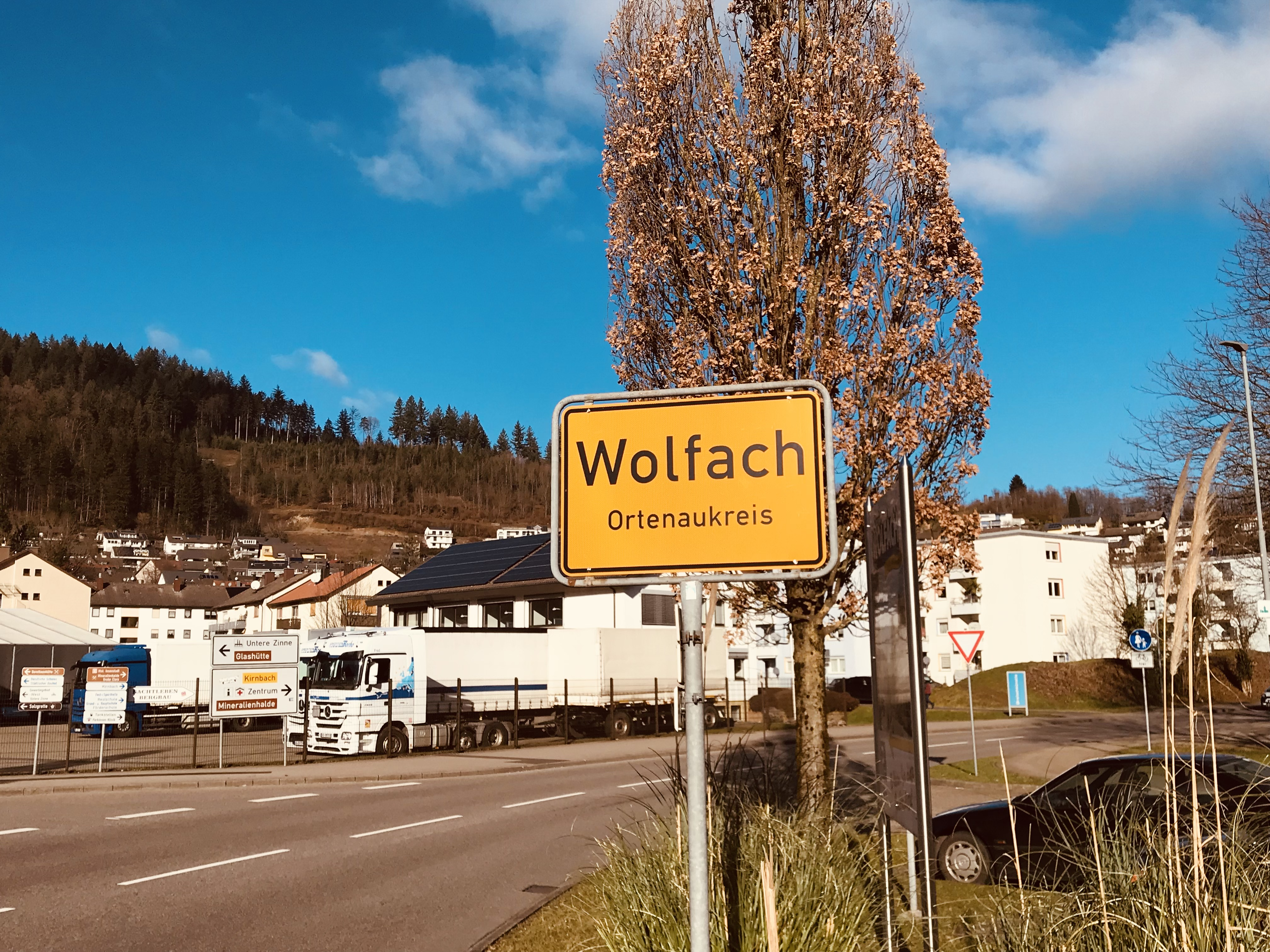
Ortseinfahrt Wolfach

### Verkehr

#### Bahn- und Busverkehr
Der Schienenverkehr führt über die Kinzigtalbahn, auf der die Ortenau-S-Bahn (OSB) im Verbund der SWEG verkehrt. Buslinien der SüdwestBus GmbH bedienen das Wolfacher Stadtgebiet.

#### Radverkehr
Durch Alltagsrouten aus dem Radnetz Baden-Württemberg ist Wolfach
- über Hausach und Haslach im Kinzigtal mit Offenburg,
- über den Ortsteil Halbmeil und über Schiltach und Alpirsbach mit Freudenstadt,
- in Schiltach abzweigend mit Schramberg und
- bei Hausach abzweigend mit Gutach (Schwarzwaldbahn) und Hornberg verbunden.

Durch Wolfach verläuft als Landes-Radfernweg der Naturpark-Radweg Schwarzwald Mitte/Nord. Er führt rund um selbigen Naturpark. Er verläuft dabei von Freudenstadt nach Wolfach und weiter über Hausach und Haslach nach Offenburg durch das Kinzigtal (Kinzigtalradweg).
Der Schwarzwaldradweg von Karlsruhe nach Lörrach führt vom Ortsteil Kniebis der Stadt Freudenstadt oberhalb der Talsperre Kleine Kinzig vorbei durch weitgehend unbesiedeltes Gebiet im Nordschwarzwald nach Wolfach und weiter nach Hausach und Haslach.
Der Schwarzwald-Bike-Crossing von Pforzheim nach Bad Säckingen führt vom Ortsteil Bad Rippoldsau der Nachbargemeinde Bad Rippoldsau-Schapbach nach Wolfach und weiter über den Ortsteil Kirnbach und das Kirnbachtal in die Nachbargemeinde Lauterbach und weiter nach Schramberg.

#### Fernstraßen
Durch Wolfach führt die Bundesstraße 294. Nahe der Gemarkung führt die Bundesstraße 33 vorbei.

### Medien
Die Gemeinde war Drehort für mehrere Fernsehserien und Kinofilme:
- ZDF Schwarzwaldkrimi[58]
- Das Musikvideo zu „Mimimi – Mittwoch“ der Band Fäaschtbänkler[59]

### Gerichte, Behörden und Einrichtungen
- Amt für Vermessung und Geoinformation
- Amtsgericht Wolfach
- Finanzamt
- Kreismedienzentrum
- Landratsamt Ortenaukreis – Außenstelle
- Amt für Waldwirtschaft (Forstamt des gesamten Kinzigtales)
- Notariat
- Polizeiposten
- Dekanatsbüro des Erzbistums Freiburg
- Freiwillige Feuerwehr Wolfach

### Bildungseinrichtungen
- Grundschule Wolfach („Herlinsbachschule“)
- Förderschule Wolfach
- Realschule Wolfach
- Kreisberufsschulzentrum Wolfach mit technischem und sozialwissenschaftlichem Gymnasium
- Volkshochschule Ortenau

### Kliniken
- Ortenau-Klinikum Wolfach
- Parkinson-Klinik Ortenau

### Kreditinstitute
- Bankhaus J. Faisst OHG
- Sparkasse Wolfach
- Volksbank Mittlerer Schwarzwald eG

## Persönlichkeiten

### Ehrenbürger
- Franz Sales Disch (1870–1948), Reallehrer und Vorstand der Bürgerschule in Wolfach, Verfasser der Chronik der Stadt Wolfach (1920); verliehen 1929 (Urkunde im Stadtarchiv Wolfach)
- Arthur Martin (1911–1999), Bürgermeister, stellvertretender Vorsitzender des Badischen Turnerbundes; verliehen 1978
- Otto Schrempp (1928–2016), Schulleiter, Historiker und Autor, Mitglied des Stadtrates und der SPD; verliehen 2011

Im Jahre 1933 wurde ebenfalls Adolf Hitler und Paul von Hindenburg die Ehrenbürgerwürde verliehen, siehe dazu auch Adolf Hitler als Ehrenbürger

### Träger der Ehrenmedaille der Stadt Wolfach
Die Ehrenmedaille der Stadt Wolfach wird seit 2004 für besondere Verdienste verliehen:
- Louis Foucher (2004), Bürgermeister der Partnerstadt Cavalaire-sur-Mer
- Schwestern vom Heiligen Kreuz Bernadette, Maria Aloisia und Beatrix (2005), Arbeit der Schwestern in der Armen- und Krankenfürsorge, Nähschule und im Kindergarten
- Walter Caroli (2005), MdL in Baden-Württemberg
- Frank Schrader (2007), 2. Preisträger des Landespreises für Heimatforschung 2006
- Luise Schrempp (2011), 25 Jahre Vorsitzende der Wolfacher Bürgerfrauen
- Manfred Schafheutle (2014), 1980–2014 Stadtrat in Wolfach
- Helmut Rau (2015), MdL in Baden-Württemberg
- Michael Vollmer (2018), 2014–18 Stadtrat in Wolfach[62]
- Jürgen Gaiser (2019), 2018–19 Stadtrat in Wolfach[63]
- Simone Heitzmann (2019), 2015–19 Stadträtin in Wolfach[63]
- Marianne Lang (2019), 1989–2002 und 2014–19 Stadträtin in Wolfach[63]
- Ursula Tibaldi (2019), 2017–19 Stadträtin in Wolfach[63]
- Philippe Leonelli (2023), Bürgermeister der Wolfacher Partnerstadt Cavalaire-sur-Mer[64]

### Söhne und Töchter der Stadt
- Friedrich II. von Fürstenberg (1496–1559), kaiserlicher Obersthofmeister, Offizier und Diplomat
- Christoph Wamser (1575–1649), Baumeister des Barock, Erbauer der Jesuitenkirche Molsheim und St. Mariä Himmelfahrt in Köln.[65]
- Simon Eusebius Finckh (1651–1720), Abt des Klosters Sankt Blasien und wesentlich an dessen Neugestaltung beteiligt
- Ignatius Querck (1660–1670), Jesuitenpater, Prediger und Schriftsteller
- Johann Georg Hildbrand (1670–1735), Kunstmaler
- Angelicus von Wolfach, Generalvikar des Kapuzinerordens von 1700 bis 1702
- Cölestin Vogler, Fürstabt des Klosters St. Blasien von 1747 bis 1749
- Friedrich Sturmlerner (* 10. September 1749 in Wolfach; † 21. Februar 1824 in Roggenburg (Neu-Ulm)), Theologe, Schriftsteller[66]
- Joseph Willibald Strasser (1769–1846), Münsterpfarrer in Konstanz
- Joseph Moser (1783–1865), Porträtmaler
- Theodor Griesinger (1809–1884), deutscher Schriftsteller und Geistlicher
- Coelestin Vivell (1846–1923), Musikforscher
- Ernst Bassermann (1854–1917), Abgeordneter im Reichstag und Vorsitzender der Nationalliberalen Partei
- Konrad Schmider (1859–1898), geboren in Kinzigtal; Maler, starb bei der Ausmalung des Mannheimer Schlosses[67]
- Adolf Vivell (1878–1959), Gartenarchitekt
- Otto Oswald (1880–1963), Präsident der Badischen Rechnungskammer in Freiburg (1946–53)[68]
- Johann Georg Straub (1882–1959), Glasmaler
- Hans Klumbach (1904–1992), Klassischer Archäologe, Direktor am Römisch-Germanischen Zentralmuseum in Mainz
- Rudolf Heck (1911–2007), Buchhalter, Maler in Villingen[69]
- Wilhelm Sandfuchs (1913–1999), Kirchenjournalist beim Südwestfunk und Bayerischen Rundfunk, Biograph Papst Pius XII.
- Oskar Vivell (1917–1981), Kinderarzt, Leiter der Karlsruher Kinderklinik
- Alfons Stadler (1926–2006), Politiker (CDU)
- Heinz Pape (1933–2007), Maler; bekannt vor allem durch seine künstlerisch gestalteten Narrenfahnen, die jedes Jahr in Wolfach an der Fasnet aufgehängt werden
- Erwin Schmider (* 1938), Endurosportler
- Gerlinde Hämmerle (* 1940), Politikerin (SPD), MdB, Regierungspräsidentin und Ehrenbürgerin in Karlsruhe
- Volker Blust (* 1944), Politiker (parteilos)
- Lothar Maier (* 1944), Hochschullehrer, Politiker (AfD), Mitglied des Bundestags (2017–2021)
- Hellmuth Vivell (* 1949), Pianist und Komponist
- Sylvia Wetzel (* 1949), buddhistische Feministin
- Bernd Schmider (1955–2014), Fußballspieler und -trainer
- Thomas Faist (* 1959), Soziologe
- Marco Horácio (* 1974), Comedian im portugiesischen Fernsehen
- Frederic Belli (* 1982), Soloposaunist beim SWR Symphonieorchester
- Gregor Bühler (* 1983), Politiker (CDU), Oberbürgermeister von Oberkirch
- Thomas Dold (* 1984), Leichtathlet
- Patrick Steuerwald (* 1986), Volleyballspieler
- Markus Steuerwald (* 1989), Volleyballspieler
- Felix Mildenberger (* 1990), Dirigent des Sinfonieorchesters Crescendo Freiburg[70][71]

### Personen, die mit der Stadt in Verbindung stehen
- Friedrich I. von Fürstenberg (vor 1250–1296), durch seine Heirat mit Udilhild von Wolfach (ca. 1273) fiel Wolfach an das Haus Fürstenberg
- Hans Ungelter, Maler und Bürger in Wolfach im 15. Jahrhundert[72]
- Valentin von Schwab (1732–1809), Fürstlich-Fürstenbergischer Hofkanzler, F. F. Landvogt in Wolfach von 1779 bis 1809
- Georg Anton Bredelin (1752–1814), Magister, Schulvisitator der fürstenbergischen Herrschaft Wolfach, Autor des Singspieles „Die Altweibermühle“
- Johann Baptist Seele (1774–1814), Hofmaler der Württemberger und Galeriedirektor in Stuttgart; lebte von 1781 bis 1789 in Wolfach
- Joseph Rieder (1797–1848), Verwaltungsbeamter, 1848 badischer Oberamtmann in Wolfach, wo er gestorben ist
- Friedrich von Krafft-Ebing (1807–1889), Jurist und Beamter; 1857–1861 badischer Oberamtmann in Wolfach
- Rita (1884–1968) und Johannes Öhquist (1861–1949), lebten von 1940 bis 1949 in Wolfach[73]
- Gustav Trunk (1871–1936), Politiker (Zentrum); wohnte von 1897 bis 1900 als Amtsdiener in Wolfach
- Wilhelm Werrlein (1878–1956), Rechtsanwalt; lebte ab 1919 in Wolfach
- Eduard Trautwein (1893–1978), Kunstmaler; lebte und arbeitete von 1920 bis zu seinem Tode 1978 in Wolfach und bemalte unter anderem die Rathausfassade
- Otmar von Verschuer (1896–1969), Rassenhygieniker im Dritten Reich; wohnte zwischen 1898 und 1909 in Wolfach und besuchte dort die Bürgerschule[74]
- Max Güde (1902–1984), Jurist, Politiker (CDU); von 1933 bis 1943 Amtsrichter in Wolfach, 1956–1961 Generalbundesanwalt in Karlsruhe
- Rudolf Buchner (1908–1985), Historiker; starb 1985 in Wolfach
- Kordula Kovac (* 1957), Politikerin (CDU), ehemaliges MdB;[75] lebt in Wolfach
- Wolfgang Jost (* 1959), Arzt und Wissenschaftler; ist seit 2013 als Chefarzt an der Parkinson-Klinik Ortenau in Wolfach tätig
- Sandra Boser (* 1976), Politikerin (Bündnis 90/Die Grünen), MdL Baden-Württemberg; lebt in Wolfach